# Иезуитские миссии на землях индейцев гуарани
Иезуитские миссии на землях индейцев гуарани (исп. Misiones jesuíticas de los guaraníes, порт. Missões Jesuítas Guarani) — система христианских миссий, созданная в XVII—XVIII веках орденом иезуитов на территории проживания южноамериканских индейцев-гуарани с целью обращения их в католичество. Тридцать отдельных редукций, в которых суммарно проживало до 141 000 человек, составляли ядро «Иезуитского государства» в провинции Парагвай, занимавшей огромную территорию современного Парагвая, Аргентины, Уругвая, а также — части Боливии, Чили и Бразилии. Начав формироваться через столетие после открытия Америки, миссии воспринимались гуарани в качестве возможности избежать как порабощения со стороны португальских «охотников на индейцев» (бандейрантов), так и неограниченной эксплуатации со стороны испанских колонистов в рамках политики энкомьенды. Жизнь в миссиях-городах, вмещавших по несколько тысяч человек, потребовала от полукочевых индейцев радикальной смены всей системы социальных отношений, включая и переход от расширенной семьи к нуклеарной. Одновременно, создание миссий потребовало от монахов-иезуитов переезда на другой континент, но позволило им реализовать устав своего ордена, предполагавший «воспитание детей и неграмотных людей в христианстве».
В рамках миссий была создана уникальная система общественных отношений, являвшаяся компромиссом между идеализированными представлениями монахов об испанской культуре и дохристианскими традициями коренного населения: так, опираясь на общинные традиции гуарани и сумев сохранить за собой ключевые посты, иезуиты смогли сформировать в миссиях систему местного самоуправления и создать вооруженные отряды, ставшие на столетие основной вооружённой силой региона. При практически полном отсутствии частной собственности, индейцы совместно работали на плантациях и в ремесленных мастерских, продукция которых включала в себя и художественные произведения на религиозные темы. Не находясь в полной изоляции, миссии использовали сеть учреждений ордена для торговли — прежде всего, чаем-мате и хлопком — став крупным региональным экономическим центром, поставлявшим свои товары на рынки Буэнос-Айреса и Санта-Фе. Парагвайские редукции стали наиболее успешными среди целого ряда аналогичных проектов, осуществлявшихся орденом как в Америке, так и в мире в целом.
Начав свою деятельность при поддержке испанских властей, надеявшихся с помощью иезуитов усмирить местное население и остановить продвижение Португалии, к середине XVIII века орден утратил такую поддержку. Мадридский договор 1750 года и последовавшая за ним Война гуарани — наряду с политическими событиями в Европе — привели к тому, что в 1767 году иезуиты, потерявшие к тому моменту и поддержку большинства гуарани, были изгнаны из миссий по приказу короля Испании Карла III. Последовавшие за этим реформы в социально-экономической жизни миссий, включавшие переход к рыночным отношениям, привели к банкротству редукций — в связи с многократным ростом административных расходов. После нескольких десятилетий сокращения численности их населения, миссии были заброшены. В 1983 году руины, оставшиеся от пяти миссий, были внесены в список Всемирного наследия ЮНЕСКО как «свидетельство систематической оккупации региона и культурных связей, сложившихся между его коренным населением… и европейскими миссионерами-иезуитами».

## Предыстория: гуарани и иезуиты

Карта мира монаха фра Мауро (1459)

Как индейцы гуарани (гуар. gwäräne̅), так и монахи-иезуиты подвергли себя значительным трудностям и принесли большие жертвы, чтобы заложить основу для последующего успеха миссий в Парагвае. Во время их первых встреч сам мир, как они его знали, перевернулся для обеих сторон «с ног на голову». Гуарани покинули свои привычные дома и перебрались в большие «города», разделив их с другими группами индейцев, с которыми они редко, если вообще когда-либо, встречались ранее; им приходилось жить рядом с новыми людьми и подчиняться новым властям. Недавние жители лесов оставили большую часть своей прежней свободы, столкнулись со «странными» новыми правилами жизни, привнесёнными католическими монахами, и были вынуждены перестроить многие ключевые аспекты своей повседневного быта. Иезуиты активно старались «навязать» им иностранные и труднопостижимые для индейцев культурные обычаи, а многие из давних индейских верований и традиций оказались под угрозой. В основе всех этих изменений лежала новая социальная иерархия, в которой иезуиты отводили гуарани низшую, подчинённую, роль. Тем не менее, перед лицом явного давления, сами гуарани всё же оказали влияние как на формирование, так и на функционирование миссий, поддерживая различные аспекты своей жизни и убеждений, образовавшихся до контактов с европейцами.
Хотя в итоге во многих отношениях миссионерам-иезуитам удалось одержали верх в реализации своего видения устройства новых сообществ, первые монахи столкнулись с огромными трудностями и опасностями, долгое время находясь в состоянии неопределённости. Ранние миссионеры оставили безопасность и комфорт своих католических колледжей и резиденций в Европе; многие покинули свою родину. Они долго путешествовали через труднопроходимую и опасную местность, сталкиваясь с ядовитыми змеями, ягуарами и другими «незнакомыми и пугающими» существами. Миссионеры не могли знать заранее, будут ли индейцы дружелюбны к ним или убьют их при первой встрече. Даже после основания миссий иезуиты регулярно задавались вопросом, не отвернутся ли от них индейцы. Помимо голода, лишений и нищеты, миссионерам пришлось принять и новые культурные обычаи: они выучили новый язык (или языки) и стали потреблять в пищу «чуждые и странные» продукты, которых не знали ранее. К разочарованию самих миссионеров, они вскоре обнаружили, что даже с их религиозным рвением они были не в состоянии полностью остановить все индийские практики, которые, с иезуитской точки зрения, являлись как греховными, так и аморальными.

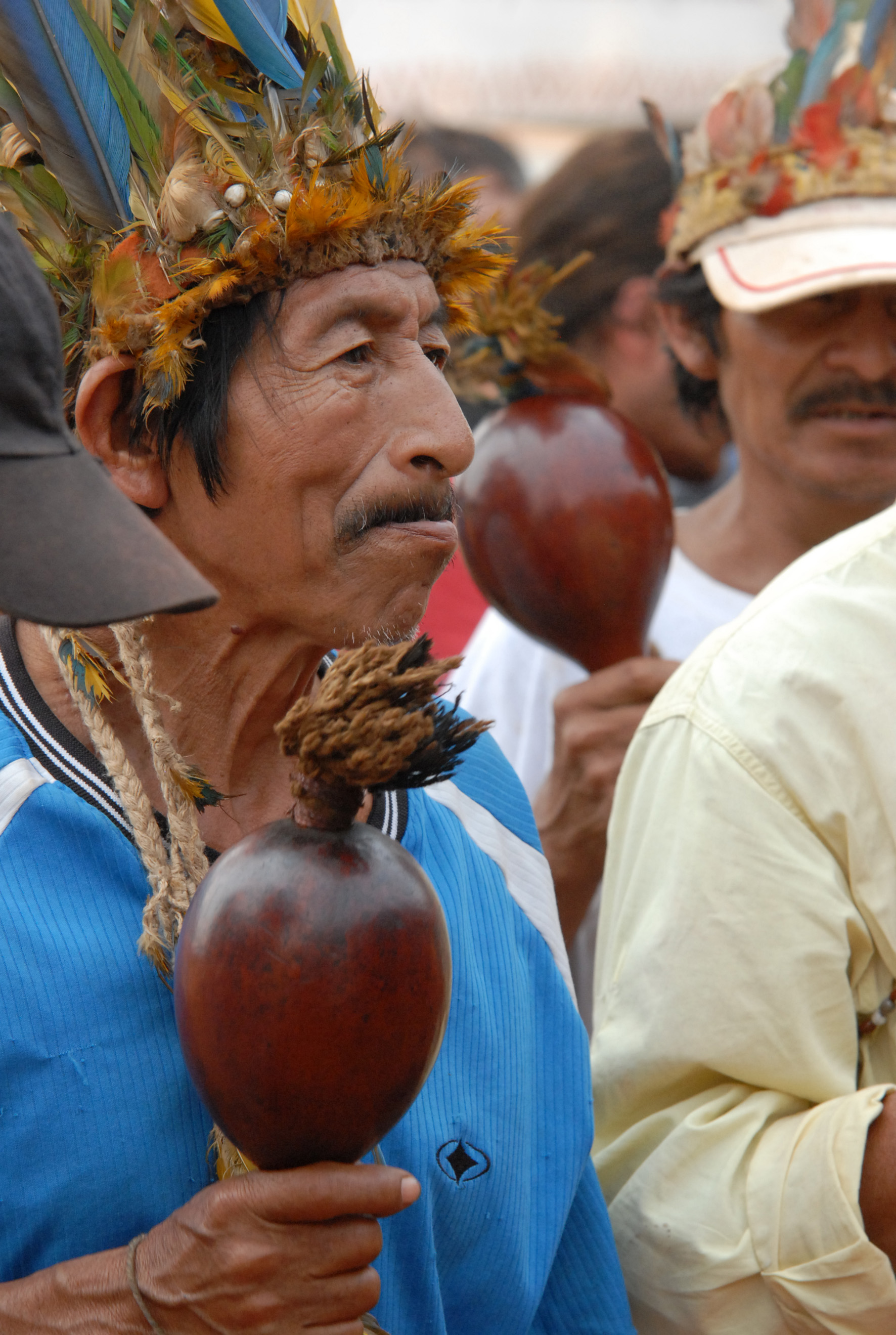
Шаман гуарани (2007)

### Гуарани
Причины, по которым индейцы, говорившие на языке гуарани, массово присоединились к миссиям, были разнообразны и многомерны, поскольку ещё до прибытия в Южную Америку иезуитов общение с европейцами радикально изменило саму индейскую жизнь. Болезни, похищения людей, рабство и принудительный труд угрожали как образу жизни индейцев, так и их физическому выживанию. Учитывая всё это, многие гуарани увидели в миссиях место для выживания; для многих из них материальные блага и способность формировать миссионерскую жизнь — как с согласия иезуитов, так и без него — делали жизнь в миссиях терпимой.

#### Хозяйство и миграция
В момент первого контакта с европейцами гуарани насчитывали как минимум два миллиона человека, проживавших в регионе, простиравшемся от рек Парагвай, Уругвай и Парана до лагуны Патос в Атлантическом океане. Гуарани обеспечивали своё существование как сельским хозяйством, охотой и рыболовством, так и собирательством; полуоседлые индейцы перемещались с места на место каждые несколько лет, когда плодородие почвы вокруг их стоянки снижалось. Они выращивали кукурузу, маниок, бобы, арахис, кабачки и сладкий картофель (батат), а также — табачные и хлопковые растения для церемониальных целей; им часто приходилось употреблять в пищу сердцевину пальм — особенно в октябре, когда было мало маниока и кукурузы. Подгруппы гуарани добывали пищу в соответствии с конкретной средой своего обитания: так иезуитские миссионеры сообщали, что гуарани, жившие в регионе Гуайра (современный бразильский штат Парана), потребляли в пищу клубни — маниок, картофель и тыкву — а индейцы, проживавшие ближе к реке, выращивали кукурузу, бобы и маниок. Кроме того, группы жившие недалеко от рек больше зависели от рыбной ловли, в то время как их континентальные сородичи занимались охотой.

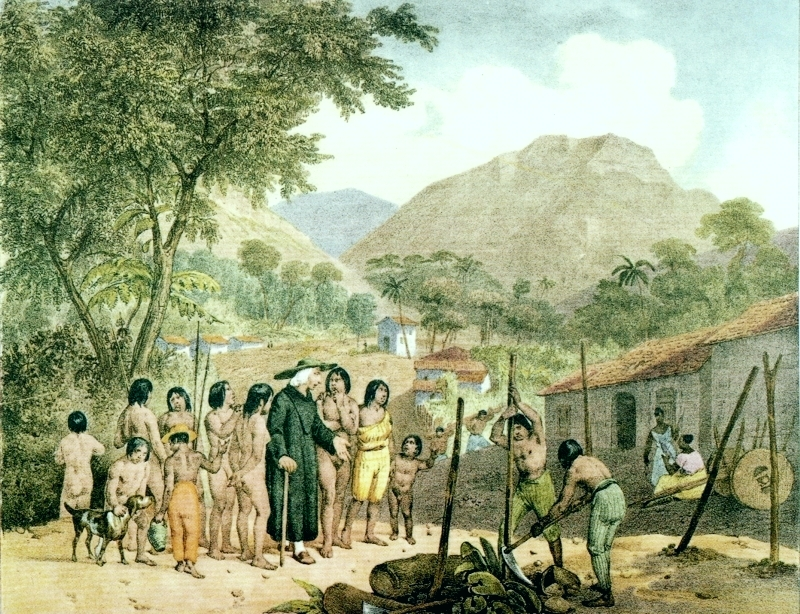
«Поселение „тапуйя“» (Й. М. Ругендас, ок. 1820)

В основе разделения труда гуарани лежали половые различия: в то время как мужчины расчищали земли для посева, женщины выполняли всю остальную сельскохозяйственную работу; основным орудием фермерства была палка-копалка. В дополнение к повседневным сельскохозяйственным задачам по посадке, уходу и уборке урожая, женщины занимались и домашними делами — они готовили еду и ухаживали за детьми. Женщины также выращивали уток, переносили воду, изготавливали глиняную посуду, ткали хлопчатобумажные ткани, делали корзины и гамаки, а также — собирали в лесу дикие фрукты, корни, личинки и мёд. Большая часть мужской работы была вне деревни: по словам иезуитского миссионера Хосе Санчеса Лабрадора, мужчины ставили ловушки на кабанов и других животных; они также ловили кроликов и использовали лассо для ловли птиц. Ловля рыбы проходила с использованием крепких деревянных крючков с червями или насекомыми на конце. Кроме того, мужчины покидали деревню, отправляясь на войну. Гуарани высоко ценили «мужскую деятельность» в связи с её опасностью: воины сталкивались с вооружёнными противниками, а охотники — «с таинственными и злобными силами, которые жили в лесу».
Гуарани не стремились максимизировать своё сельскохозяйственное производство: как утверждал Маршалл Салинс в отношении первобытных обществ в целом, гуарани старались удовлетворить свои текущие потребности и не создавать излишки. Одновременно, они высоко ценили досуг и часто прерывали свою хозяйственную деятельность непродуктивной активностью — церемониями, развлечениями, социальными мероприятиями и отдыхом. Гуарани не пытались накапливать пищу и товары для последующего использования; они соглашались с тем, что в их жизни будут как периоды изобилия, так и периоды дефицита. Они также не приравнивали социальный статус к объёму накопленных материальных благ — в обществе гуарани лидерами являлись те, кто активно делился, а не копил (см. также «Cargo system»).

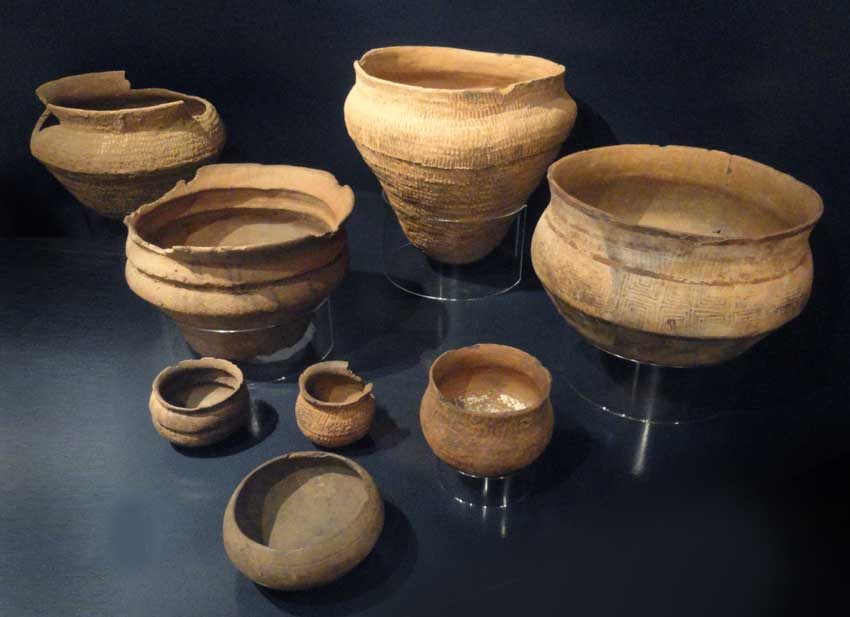
Керамика гуарани (музей UFRGS)

Сельскохозяйственные практики гуарани и их религиозные убеждения приводили к высокой мобильности населения: подсечно-огневое земледелие приводило к временному снижению плодородия почвы уже через пару лет после очистки поля; и гуарани вынуждены были искать новые земли каждые два года (максимум — шесть лет). Кроме того, они мигрировали в поисках того места, которое сами они назвали «землёй без зла» (гуар. Yvy marâne'ÿ); согласно их представлению в этом «земном раю» люди никогда не умирали и не должны были работать, а только пировать и танцевать. В периоды задолго до контакта с европейцами, а также в течение всего колониального периода и даже в XX веке, группы гуарани покидали свои дома и следовали за шаманом в поисках «земли без зла». Данные миграции иногда становились масштабными и далёкими; зачастую они происходили в периоды социально-экономических кризисов. Широкий территориальный разброс племен тупи-гуарани свидетельствовал о многочисленных доколумбовых миграциях, а высокая степень культурного и языкового единства означала, что такое рассеяние произошло относительно незадолго до открытия Америки европейцами.

#### Социальная структура
До контакта c европейцами гуарани жили в расширенных семьях (или группах), называемых «тейя» (гуар. teyý) и возглавляемых «тей-ру» (гуар. teyý-rú, отцом); в подобную семью входило от десяти до шестидесяти (иногда более) нуклеарных семей, которые проживали вместе в одном доме. Длинные дома без внутренних стен, построенные из веток и соломы, различались по размеру в зависимости от наличия материалов и количества членов в семье: как правило, дома имели размер 50 на 5—6 м. Совместное проживание и близкое соседство создали высокую степень взаимозависимости между членами тейи — ключевой организационной, политической и экономической единицы гуарани. В попытке коллективно защититься от внешних врагов, группы семей иногда объединялась, образуя деревню; каждое такое поселение состояло из площади, по краям которой стояло 5—6 длинных домов, окружённых частоколами и рвами. Следующий уровень организации состоял из группы деревень; высший уровень организации формировал «гуару» (гуар. guará). Объединение на высшем уровне происходило нечасто и продолжалось недолго: масштабные войны или большие торжества создавали подходящие условия. После достижения намеченной цели данные формирования распадались из-за склонности гуарани к автономии.
Тей-ру являлся ключевым лидером сообщества: он организовал как производство, так и потребление товаров; он назначал участки земли отдельным семьям и руководил всеми коллективными проектами. Он же разрешал споры внутри семьи и «культивировал её единство»; в его обязанности также входило и поддержание отношений с другими семьями. Лидеры гуарани использовали брачные союзы для построения общественных отношений: зачастую девочки выдавались замуж за взрослых мужчин. При этом браки с «кросс-кузенами» — двоюродным братом по линии противоположного пола — поощрялись, а браки с «параллельными кузенами» считались инцестом. Многожёнство практиковалось у гуарани и в дипломатических целях, и в качестве признака мужского престижа. Существовал и институт сорората.
Социальная структура гуарани была гибкой: любой мужчина мог стать тей-ру, объединив примерно сорок человек, связанных с ним кровными или брачными узами. Лидеры получали власть и престиж, обретая последователей; либо потеряли власть, теряя последователей. При этом лидерские позиции включали в себя и элемент происхождения: но не обязательно лидерство переходило от отца к биологическому сыну — зачастую лидерство могло перейти к племяннику или иному родственнику. Так иезуитский миссионер Антонио Руис де Монтойя отмечал, что хотя многие лидеры гуарани унаследовали своё положение, многие из них приобрели статус благодаря красноречию. Помимо тей-ру значительным авторитетом в обществе гуарани пользовались и шаманы: если тей-ру отвечал за поддержание межличностных отношения, то шаман отвечал за отношения семьи с «миром духов». Считалось, что шаманы обладают как магическими и врачебными способностями, так и даром предвидения. Иногда различие между шаманом и тей-ру размывалось: тей-ру могли стать шаманами и наоборот.

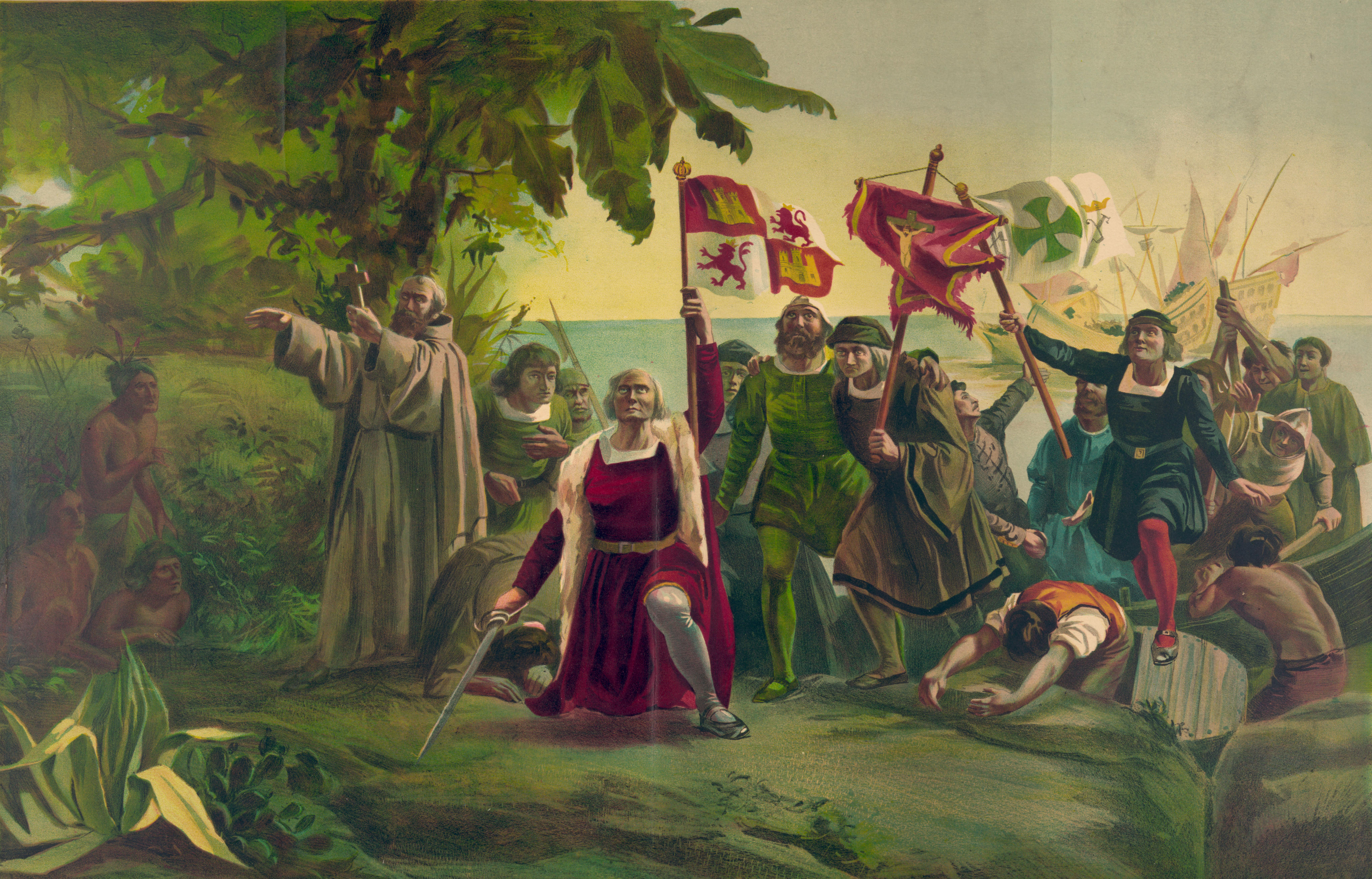
«Высадка Колумба в Америке» (Д. Пуэбло, 1862)

### Первый контакт
Для многих гуарани их привычный образ жизни был нарушен задолго до того, как они вступили в контакт с миссионерами-иезуитами, так как европейцы начали проникать в регион почти за столетие до основания первой миссии. Несмотря на то, что первые исследователи не основали постоянных поселений среди гуарани, связь между народами уже имела место.

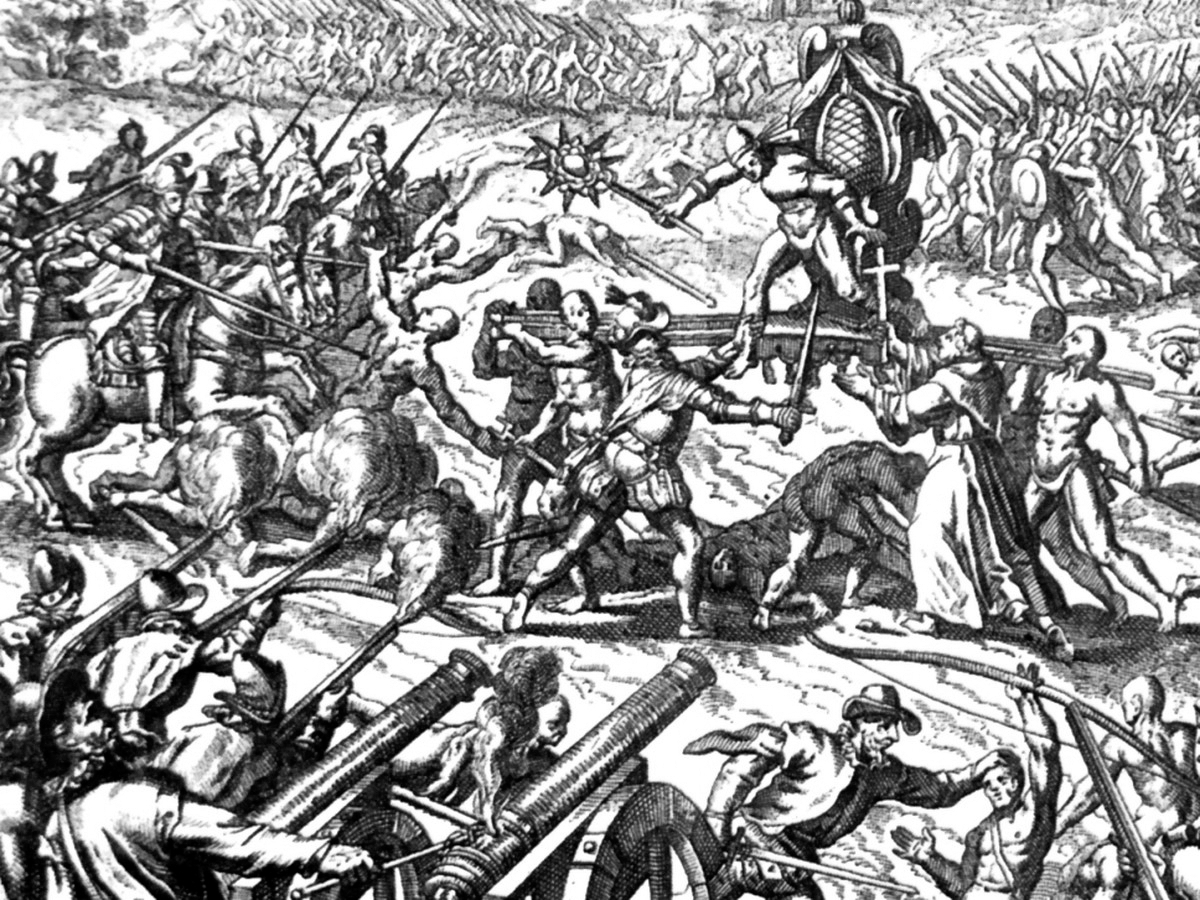
Битва при Кахамарке (1532)

##### Алежу Гарсия и Асунсьон
Первыми европейцами, которые достигли современного Парагвая, стали португальский исследователь Алежу Гарсия и его матросы. В 1516 году, после кораблекрушения у побережья южной части современной Бразилии, Гарсия и несколько его товарищей отправились на запад; вместе с несколькими дружественными индейцами они прибыли в Парагвай в 1524 году. Там они присоединились к крупной армии гуарани, которая направилась к окраинам Империи инков. Вернувшись к берегам реки Парагвай с сокровищами инков, индейцы убили Гарсию, но оставили в живых его сына-метиса. Спустя десятилетие европейцы начали поселяться в Парагвае уже на постоянной основе и в 1537 году они основали город Асунсьон.
Профессор Юлия Сарреал полагала, что многие гуарани надеялись на альянс с европейцами и доступ к европейскому оружию как на метод получения преимущества перед племенами-конкурентами; но вскоре они сочли, что цена такого альянса была слишком велика. Согласно местной практике, индийские женщины «цементировали» политические и дипломатические альянсы: жены и наложницы не только предоставляли мужчинам сексуальный опыт, но и выступали экономическими агентами, поскольку именно женщины выполняли большую часть сельскохозяйственного труда. Испанцы воспользовались подобной практикой для накопления в своих руках значительной рабочей силы: так у первого испанского губернатора региона, Доминго Мартинеса де Ирала, было по крайней мере семь местных наложниц. Гуарани ожидали, что такие связи приведут к родству между народами, но испанцы видели ситуацию иначе: хотя отношения между женщинами-гуарани и испанскими мужчинами часто приводили к рождению детей, испанцы относились к ним не как к родственникам или друзьям. Вместо этого они воспользовались подобными связями для предъявления требований к гуарани. Кроме того, испанцы не уважали гендерные роли гуарани и хотели, чтобы индейские мужчины работали в поле наравне с женщинами.

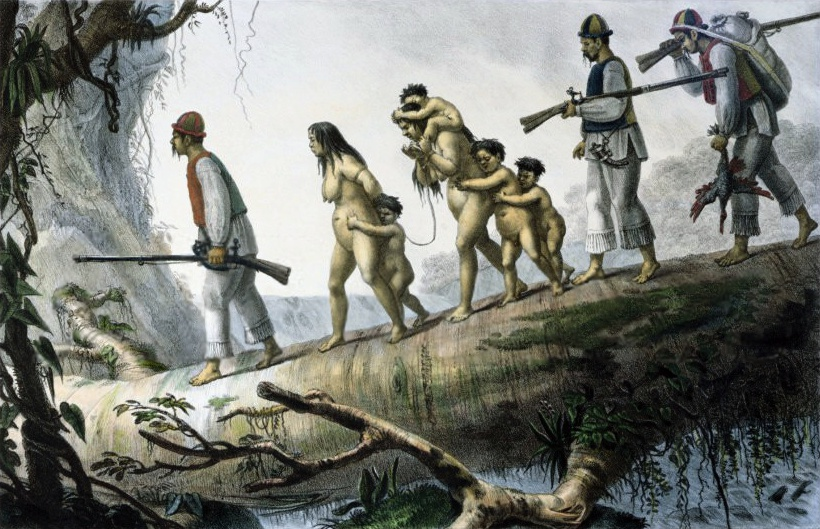
«Семья гуарани, захваченная работорговцами» (Ж.-Б. Дебре, ок. 1830)

#### Энкомьенда и бандейранты
В глазах гуарани испанцы относились к ним не как к союзникам, а как к рабам; через нескольких лет многие гуарани стали называть испанцев не родственниками, а «ворами, прелюбодеями и негодяями». В то же время отношения между испанскими мужчинами и женщинами гуарани продолжались: так в 1541 году де Ирала утверждал, что 700 женщин гуарани «обслуживали» испанское население региона. Даже в конце XVI и начале XVII века число женщин в городе Асунсьон кратно превосходило число мужчин — что позволяло современным исследователям предполагать, что испанцы продолжали иметь по нескольку местных наложниц.

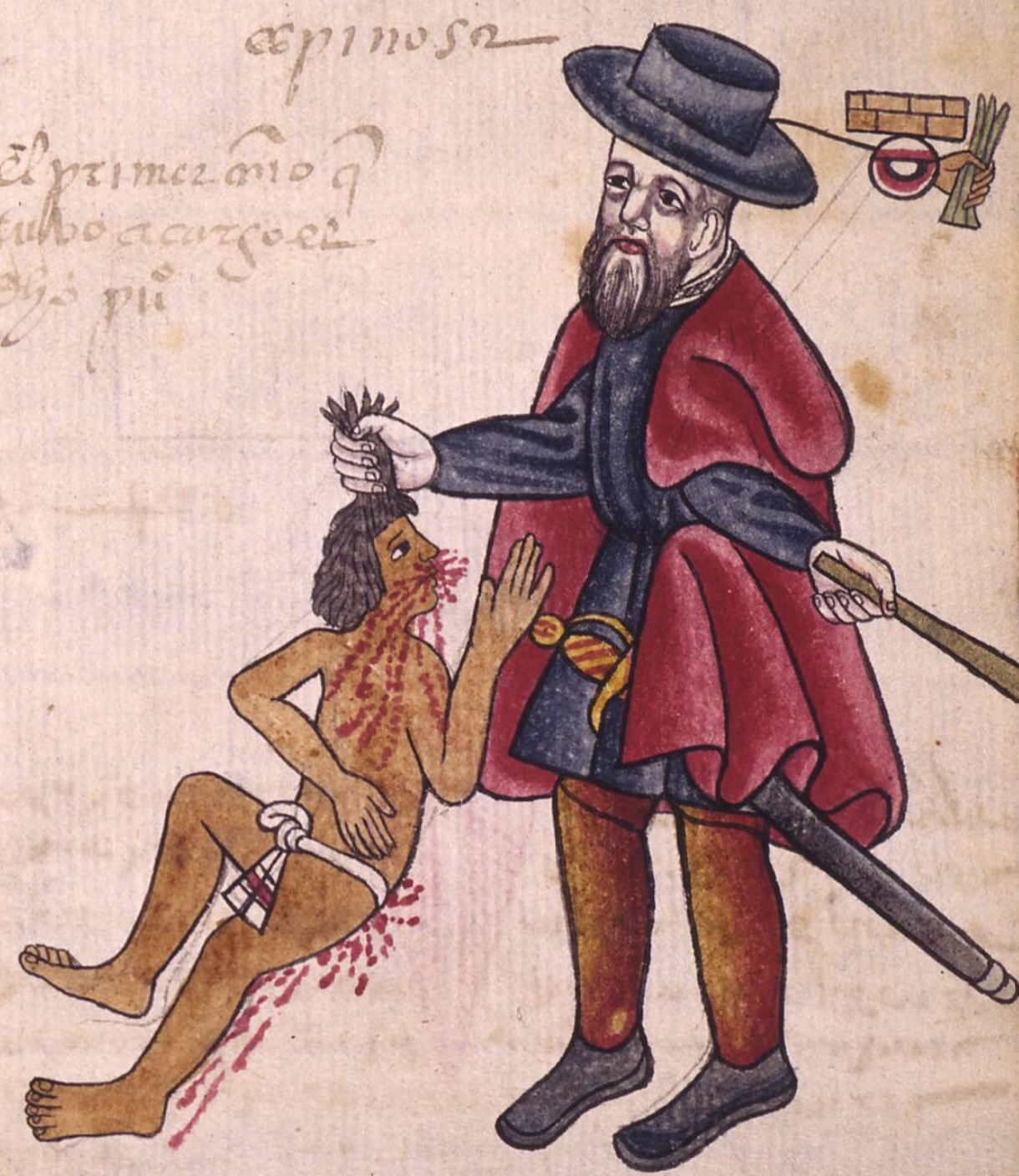
Иллюстрация из Кодекса Кингсборо (Tepetlaoztoc): помещик-энкомендеро наказывает индейца

Значительный вклад в формирование негативных отношений между поселенцами и коренным населением внесли и власти Испанской империи: они начали политику энкомьенды (исп. encomienda). В рамках подобной политики испанцы получали права на принудительный труд индейцев, обязываясь взамен учить их испанскому языку и распространять среди них католическую веру. По словам губернатора де Ирала, в 1556 году он разделил примерно 20 000 гуарани между тремя сотнями испанцев: индейцы теперь были обязаны работать на испанцев в течение нескольких месяцев в году. Поселенцы нарушали и эту практику, произвольно увеличивая срок работ и привлекая к ней женщин, детей и стариков. Королевские чиновники издавали постановления, направленные на смягчение практики энкомьенды: регулярность появления подобных документов позволяла исследователям сделать вывод об их неэффективности в борьбе со злоупотреблениями.
Одновременно гуарани столкнулись и с прямым рабством: испанские поселенцы начали порабощать индейцев под предлогом того, что те уже подняли восстание или только собирались совершить вооружённое нападение. Но чаще всего работорговцами являлись португальские авантюристы, собиравшие отряды из метисов, индейцев тупи и африканцев. Будучи преимущественно выходцами из города Сан-Паулу, охотники-«бандейранты» проводили свои рейды, доходя до испанской территории; им удавалось брать в плен тысячи индейцев, которых они затем продавали на португальской территории. Данные рейды продолжали угрожать гуарани в течение всей первой половины XVII века.

#### Болезни и эпидемии
Общины гуарани не существовали в изоляции: исследователи полагают, что большинство из них знали о прибытии европейцев. Стремясь сохранить свободу, индейцы стали как повышать свою мобильность, так и реструктурировать своё сообщество, формируя новые альянсы — которые, в свою очередь, изменили их образ жизни. Появление новых болезней (прежде всего, оспы), против которых у индейцев не было никакого иммунитета, имело огромные последствия для гуарани: по оценкам Даниэля Т. Реффа, в результате распространения европейских болезней численность местного населения сократилась на 30—50 % (см. Индейская демографическая катастрофа). Известно, что две конкретные эпидемии в 1558/1560 и 1605—1606 годов привели к смерти множества индейцев: так к 1611 году испанские поселенцы стали жаловаться на сокращение численности своих работников. Болезнь радикально изменила местные общины — гибель множества людей, включая лидеров и старейшин, имела далеко идущие последствия; так сбои в привычном разделении труда угрожали снабжению индейцев продовольствием. В итоге, масштабные потрясения, вызванные прибытием европейцев, заставили гуарани искать новые способы защиты себя и своих близких; иезуитские миссии предложили им вариант спасения.

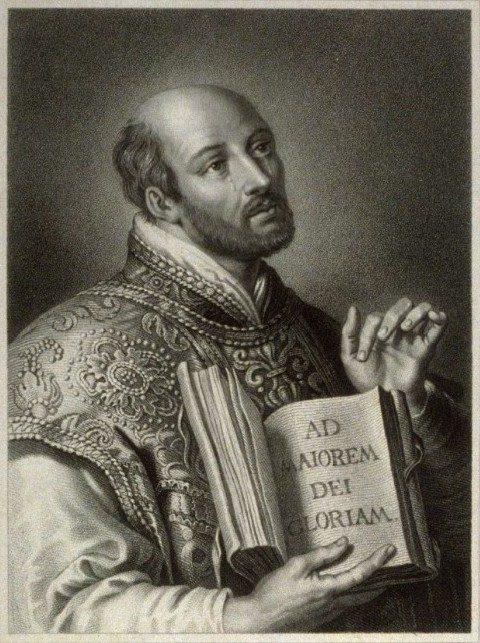
Основатель ордена Игнатий де Лойола (ок. 1850)

### Иезуиты
Со времени своего основания в 1540 году до своего роспуска во второй половине XVIII века орден иезуитов («Общество Иисуса») успел стать одной из самых влиятельных и противоречивых религиозных организаций в истории. Широкая деятельность иезуитов, охватившая практически весь мир, привела их к тесному контакту как богатейшими, так и с беднейшими людьми на планете — их работа вызывала как восхищение, так и отвращение. Роль миссионеров — наряду с ролью учителей — была одной из самых заметных и противоречивых. В уставе ордена было уделено первостепенное внимание распространению католицизма среди неевропейских народов и — в сочетании с поддержкой королевских властей колониальных империй и поддержкой Папы Римского — иезуиты сыграли значительную роль в распространении католической веры как в Латинской Америке, так и в Азии и Африке.

#### Устав Ордена и миссионеры
Иезуиты появились в Южной Америке значительно позже, чем другие религиозные ордена: доминиканцы, францисканцы и августинцы уже отправили своих миссионеров в Новый Свет, когда папа Павел III издал буллу об основании Общества Иисуса. События начала XVI века сформировали общество и сделали его особенно подходящим для миссионерской работы: в тот период католицизм столкнулся с новыми возможностями и, одновременно, с новыми вызовами. Изгнание мусульманских правителей с Пиренейского полуострова в 1492 году (см. Реконкиста) положило начало новой эпохе, а Великие географические открытия привели к тому, что Испанская империя столкнулась с многочисленным населением, незнакомым с католической верой. Одновременно, Реформация и протестантское вероучение начали угрожать многовековому господству католицизма в самой Европе. В итоге, желание распространять свою веру среди новой паствы, защитив её от альтернативных толкований христианства, сформировало основу для миссионерской деятельности иезуитов.

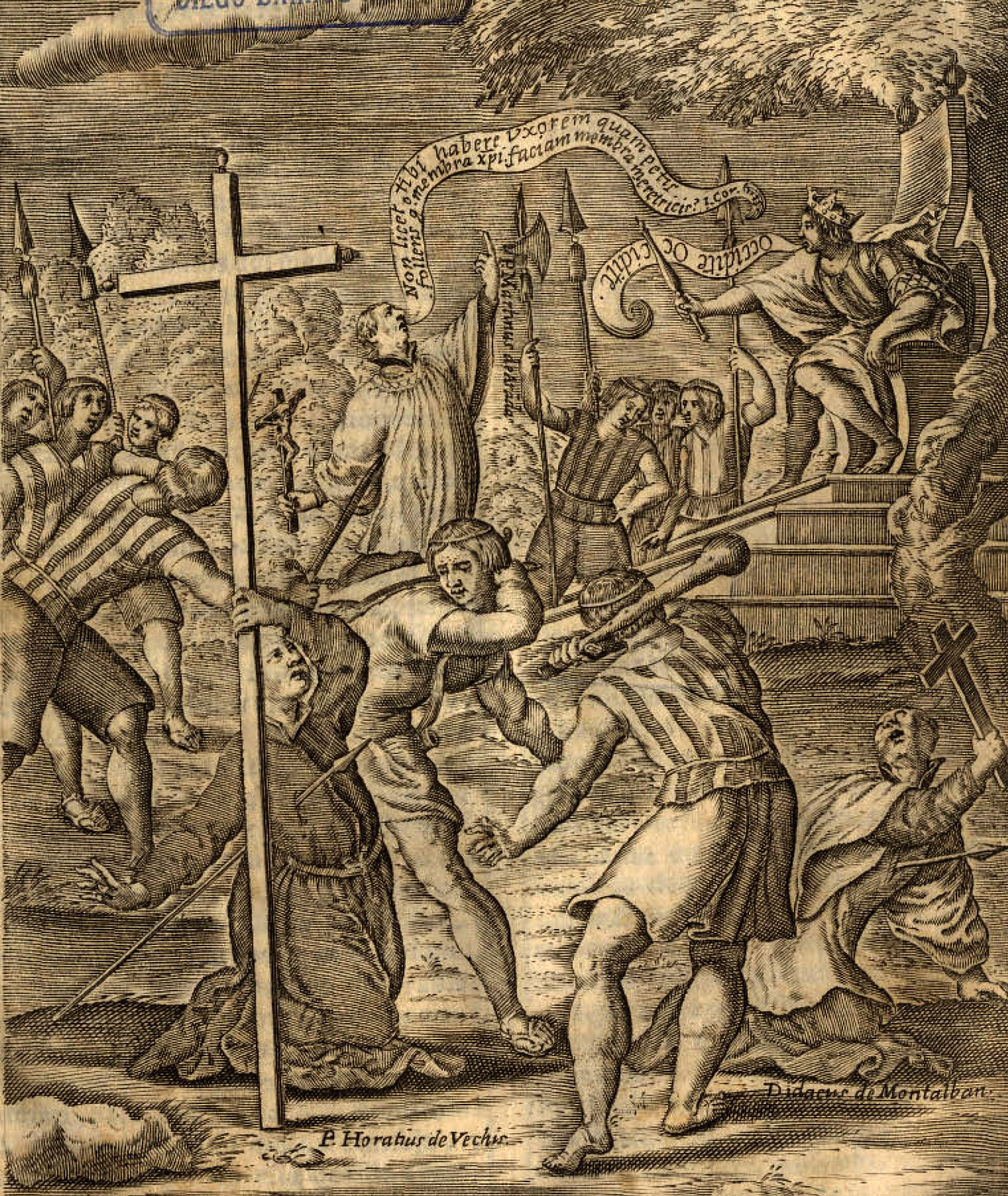
«Иезуиты принимают мученическую смерть от индейцев в 1612 году» (А. де Овалле, 1646)

С 1550 года иезуиты официально должны были заниматься «воспитанием детей и неграмотных людей в христианстве» — по мнению руководства ордена, под данную формулировку подходило индейское население Америк. Создание миссий среди «даже тех, кто живет в регионе, называемом Индией», чётко отвечало целям и принципам ордена. Помимо прозелитизма, монахи должны были заниматься и благотворительностью, что — по мнению Джона О’Мэлли — отличало иезуитов от других религиозных орденов того времени, не имевших столь конкретных указаний о помощи нуждающимся. Раздача продовольствия и одежды индейцам вполне соответствовала понятию «благотворительность»; таким образом, иезуиты занялись обеспечением населения пищей для тела и обучением для ума.
Миссии, в том числе и на землях индейцев гуарани, предоставили иезуитам возможность для достижения своих целей: обучая индейцев католической вере, монахи распространяли свои религиозные убеждения среди людей, не знакомых с христианством — а защищая индейцев и оказывая им материальную помощь, они выполняли благотворительные функции. В итоге, сотни испанских, французских и других европейских иезуитов вызвались участвовать в работе миссий, разместившихся в Северной и Южной Америке, в Азии и на Африканском континенте — хотя в анкетах, заполнявшихся при вступлении в орден, «служение людям» занимало только 6-е место (5 %) среди мотивов для вступления.
При этом, в отличие от других католических орденов, иезуитам редко не хватало добровольцев для работы в миссиях. Иезуиты создавали тексты специально направленные на вербовку новых миссионеров. В итоге, большинство миссионеров прибывало в Новый Свет из Европы: так между 1550 и 1749 годами почти ¾ иезуитов, работавших в регионе Рио-де-ла-Плата, были европейцами. И в 1768 году только 11 из 78 иезуитов, изгнанных из миссий гуарани, родились в Америке.

#### Орден и Испанская империя
Власти Испанской империи были заинтересованы не только в том, чтобы умиротворить индейцев, но и в том, чтобы включить гуарани (и их земли) в состав империи; обращение местных жителей в католицизм также было в интересах короны. В тот период и светские, и религиозные лидеры были уверены, что «спасение индейских душ» оправдывает испанское правление коренным населением. Католические священники — прежде всего принадлежавшие к религиозным орденам — стали основной силой в процессе обращения гуарани; в приграничных регионах империи обращение в христианства и европеизация коренных народов были практически неотличимы. Так монахи не были удовлетворены простым проведением крещения местных жителей — они хотели убедиться, что индейцы начали вести себя как «христиане»: в частности, перестали практиковать многожёнство, внебрачные связи и идолопоклонство. Они пытались изменить и «трудовую этику» индейцев — положить конец тому, что они воспринимали как «леность». Такие изменения включали в себя замену охоты, собирательства и рыболовства регламентированным рабочим графиком, связанным с проживанием в постоянном сообществе. По сути, священники пытались навязать гуарани идеализированные формы испанской культуры.

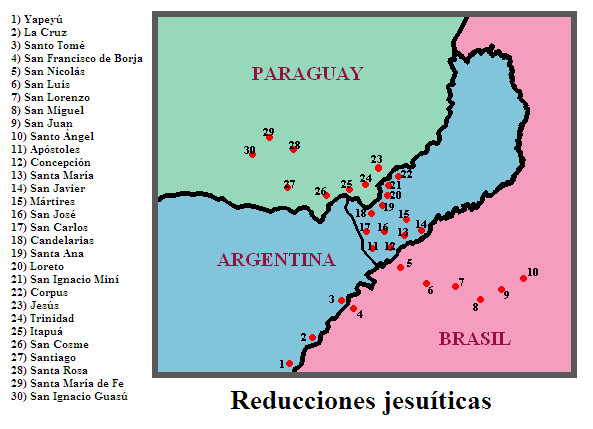
Расположение основных 30 миссий на землях гуарани по отношению к современным границам: 15 миссий оказались на территории современной Аргентины, 8 — Парагвая, а 7 — Бразилии

В приграничных регионах миссии (также известные как «редукции», от исп. reducción) стали основным механизмом ознакомления индейцев как с католицизмом, так и с европейской культурой. Собирая рассеянные индейские группы в одно большое поселение, монахи помещали их под своё наблюдение. Регулярный контакт позволял священникам более эффективно обучать гуарани экономическим, культурным и религиозным практикам, а также — лучше контролировать поведение индейцев. Одновременно, в форме миссий светские власти нашли «экономичный» способ достижения своих целей: как расширения империи, так и распространения веры в Христа. Совпадение интересов короны и церкви сделало миссии основным средством расширения в регионе как испанского правления, так и испанского языка, испанских законов и традиций.
В итоге, иезуитские миссии распространялись в приграничных регионах всей Латинской Америки; за время своего существования они затронули сотни тысяч индейцев. «Флагманом» всех миссий на континенте стали 30 общин, созданных на землях индейцев гуарани в регионе Рио-де-ла-Плата: это были самые населенные и финансово благополучные из всех католических миссий, когда-либо существовавших в приграничных регионах испанской Америки.

## История

### Первые миссии
В 1607 году Диего де Торрес Болло (Diego de Torres Bollo) стал первым главой недавно созданной иезуитской провинции Парагвай: имевшая центр в городе Кордова, провинция включала в себя «огромную» территорию современного Парагвая, Аргентины, Уругвая, а также — части Боливии, Чили и Бразилии. В сопровождении дюжины миссионеров Торрес создал сеть колледжей в испанских населенных пунктах по всему региону; колледжи служили учебными заведениями, одновременно выполняя роль базы для миссионерской деятельности. Всё ещё строя данный «фундамент», иезуиты одновременно начали как формулировать свои планы, так и приступили к самой миссионерской работе.
Проект по созданию миссий среди гуарани увенчался успехом из-за особенностей своего времени и места.— профессор Сарреал, 2014

#### Губернатор, король и епископ
Монахи получили разрешение на создание миссий в Парагвае в рамках стратегии по расширению и защите территории Испанской империи. В течение трёх своих сроков пребывания на посту главы региона Рио-де-ла-Плата и Парагвая, губернатор Эрнандариас де Сааведра (Hernando Arias de Saavedra) активно пытался расширить территорию Испании на юго-восток от Асунсьона — включив в неё основную территорию трёх самых южных штатов современной Бразилии: Парана, Санта-Катарина и Рио-Гранде-ду-Сул. Данная территория привлекала не только испанцев, но и работорговцев из Сан-Паулу: в начале XVII века группы бандейрантов похитили здесь большое количество индейцев, которых они затем с прибылью продали на местном рынке. Признавая данную угрозу как вызов для королевской власти — и, одновременно, угрозу для благополучия местных индейцев — Сааведра утверждал в письме от 1607 года, адресованном королю Филиппу III, что испанская экспансия, исходящая из Асунсьона, сможет отодвинуть португальцев и защитить индейцев от порабощения. Губернатор не верил, что испанские поселенцы смогут завоевать или покорить приблизительно 150 000 местных индейцев: поэтому он попросил миссионеров помочь в достижении его целей. В ответ Филипп III приказал, чтобы иезуиты, недавно отправленные из Испании в Парагвай, начали миссионерскую деятельность именно среди гуарани. Кроме того, король написал, что — даже если бы испанцы обладали достаточной военной силой — для завоевания индейцев должна была использоваться только католическая вера.

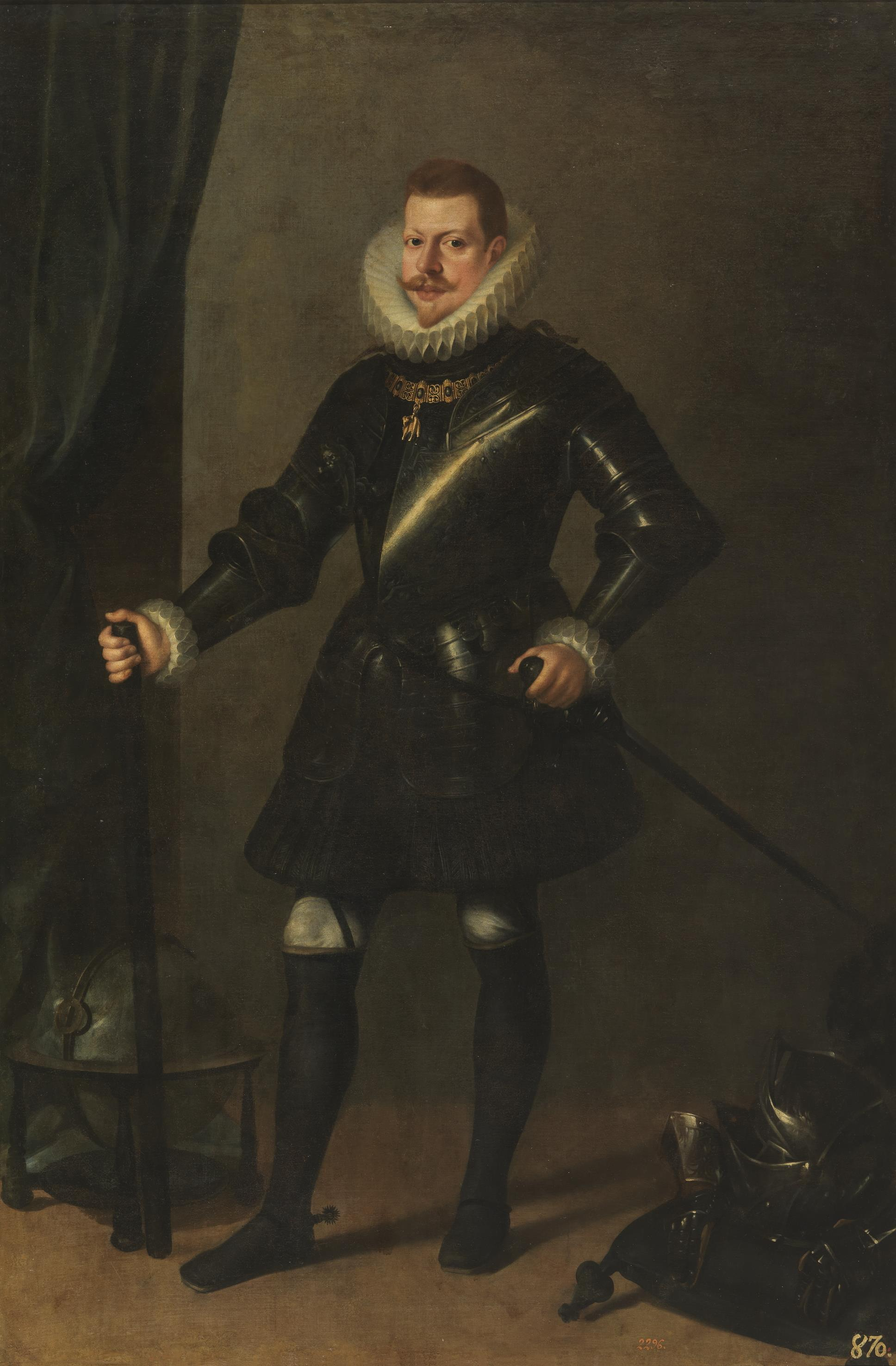
Король Филипп III (картина П. А. Видаля, 1617)

На следующий год губернатор и епископ Асунсьона Реджинальдо Лисаррага (Reginaldo de Lizárraga) поручили иезуитскому лидеру Торресу отправить миссионеров не только к индейцам-гуарани, проживавшим в регионе Гуайра, но также и к тем, что проживали в региона Парана (в окрестностях рек Парана и Уругвай) и, одновременно, к гуайкуру в Чако. Торрес незамедлительно отправил по два миссионера в каждую из зон — хотя формально иезуиты и королевские чиновники договорились о структуре миссий только в следующем году.
Миссии иезуитов в Парагвае напоминали их редукции в других регионах Южной Америки, но имели и ряд ключевых отличий: Торрес договорился о важных уступках для миссий гуарани. Зная о злоупотреблениях индейским трудом в рамках энкомьенды, Торрес воспринимал всю систему принудительного труда как потенциальную угрозу для миссионерской деятельности. Во время службы испанцам индейцы не будут находиться под контролем иезуитов — миссионеры не смогут ни крестить новых членов паствы, ни контролировать поведение новообращенных индейцев; не смогли бы они и защищать их от жестокого обращения со стороны хозяев. «Вооружённый королевским письмом», Торрес занял решительную позицию против всей системы «энкомьенда». Ему сопутствовал успех: он договорился о десятилетнем освобождении от трудовых обязанностей и выплат для всех индейцев, которых иезуитам удастся обратить в католицизм — и которые добровольно согласятся стать подданными короля Испании. Данные уступки со стороны региональных властей резко контрастировали с положением индейцев во всех францисканских миссиях региона: здесь индейцы не были освобождены от принудительного труда в рамках энкомьенды.

#### Миссия Сан-Игнасио Гуасу
В то время как Торрес вёл переговоры с губернатором и другими чиновниками, миссионеры-иезуиты начали активно работать среди индейцев: так в конце 1609 года ректор колледжа иезуитов в Асунсьоне Марсель де Лоренцана и его спутник, иезуит Франсиско де Сан Мартин, отправились в регион Парана. Они пошли не одни: их сопровождали священник из миссии францисканцев Ягуарон (Yaguarón) Эрнандо де ла Куэва (Hernando de la Cueva) и несколько лидеров индейцев из той же миссии — в качестве переводчиков. Группа прошла сорок лиг (около 90 км) на юго-восток от Асунсьона, чтобы встретиться с вождём Арапизанду (Arapizandú), который незадолго до этого попросил миссионеров стать посредниками в его мирных переговорах с губернатором Эрнандариасом. 29 декабря 1609 года Лоренцана и его спутники основали первую миссию иезуитов среди индейцев гуарани — миссию Сан-Игнасио Гуасу (San Ignacio Guazú) в регионе Парана. В июле следующего года два иезуитских миссионера убедили других гуарани создать миссии в Лорето и Сан-Игнасио-Мини в регионе Гуайра. Вскоре последовали и другие миссии.

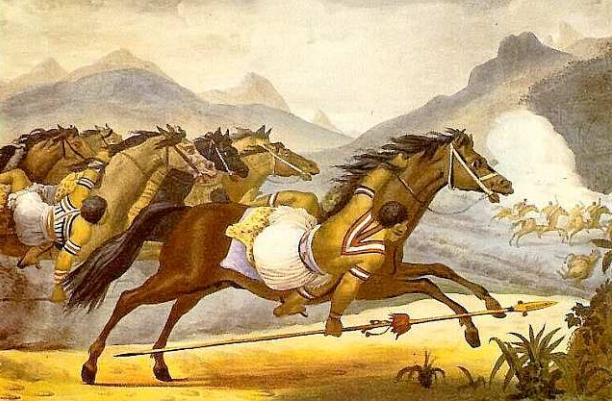
«Атака гуайкуру» (Ж.-Б. Дебре, 1834—1839)

#### Неудача с гуайкуру
В отличие от двух других регионов, иезуиты имели незначительный успех в Чако: хотя индейцы в течение нескольких лет и терпели иезуитов, они никак не участвовали в деятельности миссий. Хотя небольшая группа индейцев и экспериментировала с католической жизнью в течение почти двух десятилетий, но, в конечном счёте, все они выбрали привычный им образ жизни. Современные исследователи полагают, что местные индейцы не подходили для оседлой жизни в миссиях, отчасти потому, что до контакта с европейцами они вели кочевую жизнь и были мало знакомы с сельским хозяйством как таковым.
Кроме того, гуайкуру презирали как земледелие, так и оседлый образ жизни; и в 1612 году монах-иезуит написал в Рим, что «миссия осталась бесполезной». В течение всего XVII века гуайкуру продолжали придерживаться своих кочевых принципов, лишь иногда совершая набеги на испанские поселения или торгуя с ними. Воинственность индейцев в Чако и отсутствие у них интереса к миссиям заставили иезуитов сосредоточить свои усилия на евангелизации «более восприимчивого» населении — так продолжалось вплоть до середины XVIII века.

#### Нападения и исход
Ряд групп гуарани также сопротивлялся миссионерам: в начале XVII века они убили четырёх иезуитов, которые пытались создать миссии. При этом, некоторые индейцы меняли свои взгляды: так как вождь Мигель Артигвай (Miguel Artiguaye) сначала выступал против миссионеров, но затем передумал. В первые два десятилетия после основания первой миссии, иезуиты создали целый ряд новых миссий как в Паране, так и в Гуайре; данные миссии охватывали значительную территорию региона. В период с 1614 по 1628 год иезуит Роке Гонсалес де Санта Крус (Roque González y de Santa Cruz) руководил миссионерской деятельностью вблизи реки Парана: даже его убийство индейцами не остановило распространение миссий. В итоге, двенадцать миссий, основанных в 1630-х годах, простирались на юг и восток от реки Уругвай вплоть до Атлантического океана.

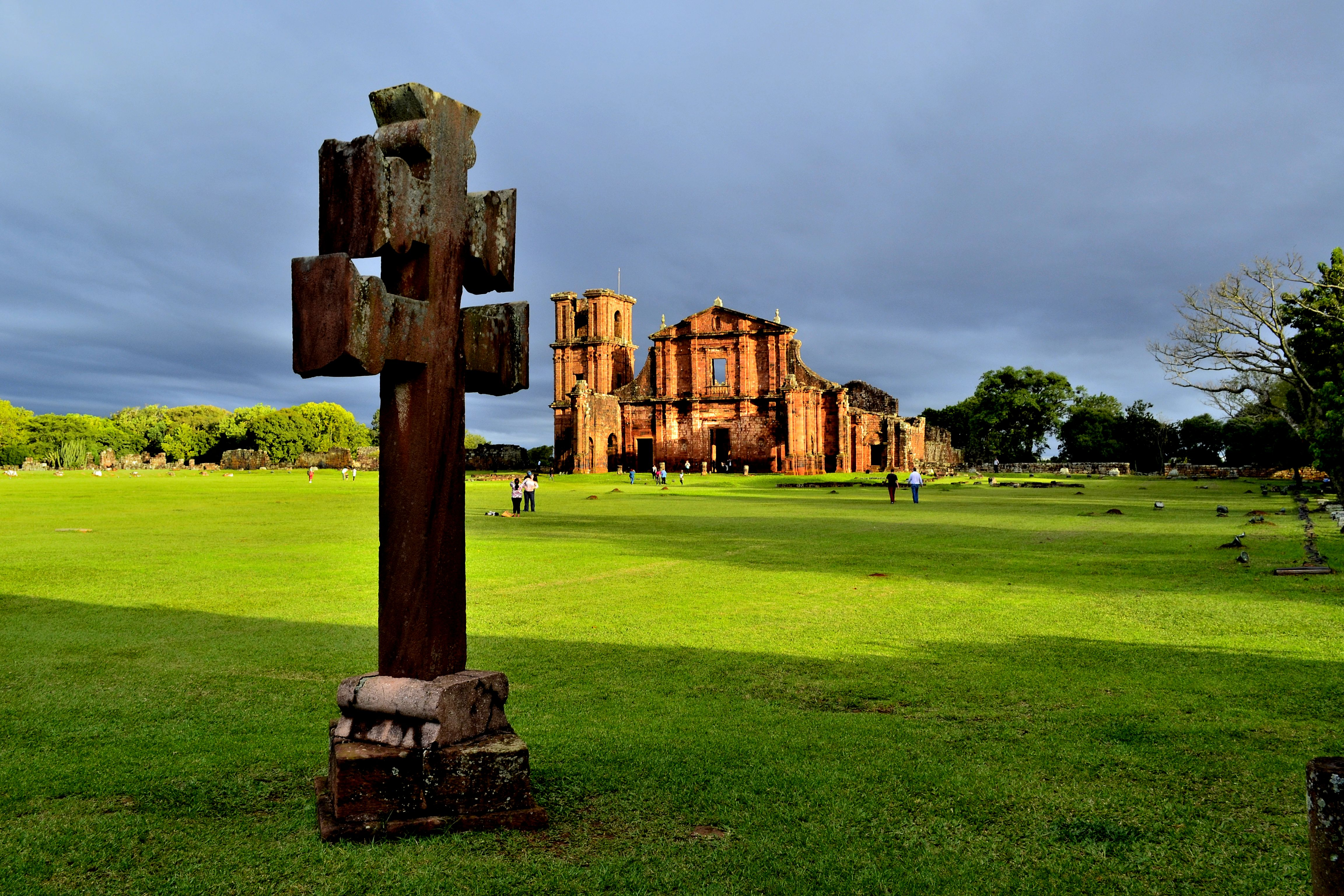
Миссия Сан-Мигел-дас-Мисойнс (2015)

Несмотря на первоначальный успех, иезуиты вскоре столкнулись и с проблемами. В течение пяти лет после основания первых двух миссий в Гуайре — Лорето и Сан-Игнасио-Мини — сами иезуитов «оптимистично» оценивали численность их населения в пять тысяч человек. В тот же период монахи основали ещё три миссии в регионе, но вскоре были вынуждены их забросить; они не создали ни одной новой миссии в течение следующего десятилетия. Отсутствие священников отчасти объясняло данную задержку; кроме того, у иезуитов начались конфликты и с испанскими поселенцами в регионе. В 1554 и 1576 гадах испанские поселенцы основали в регионе два города — Сьюдад-Реаль и Вилья-Рика (Вильяррика). В ответ власти официально передали поселенцам местных индейцев в качестве рабочих. Попытка монахов освободить гуарани от энкомьенды привела к прямому конфликту и поселенцы оспорили указ от 1611 года. Только в 1618 году центральное правительство империи окончательно утвердило губернаторский указ и сохранило десятилетнее освобождение, хотя и с некоторыми изменениями. В период с 1622 по 1629 года Антонио де Монтойя основал одиннадцать новых миссий к югу от двух первоначальных; согласно отчетам иезуитов, данные миссии быстро росли — к ним присоединилось до сорока тысяч индейцев.
Несмотря на быстрое продвижение вглубь индейской территории, миссии в Гуайре не успели укрепиться. В 1627 году иезуиты из Сан-Паулу сообщили своим братьям в Парагвае, что бандейранты планируют вооружённый рейд на миссии; через год четыре группы бандейрантов с девятью сотнями паулистов и двумя тысячами индейцев-тупи отправились в Гуайру, где взяли в плен тысячи индейцев. В итоге, к 1631 году все миссии в регионе были уничтожены — за исключением двух старейших, Лорето и Сан-Игнасио-Мини; жители других миссий были либо порабощены, либо бежали. Иезуиты признали, что не были в состоянии остановить подобные набеги; вместо восстановления миссий, они решили покинуть регион, переместив две оставшиеся миссии на юго-запад — вглубь испанской территории.
В 1631 году Антонио Руис де Монтойя и более десяти тысяч гуарани покинули редукции Лорето и Сан-Игнасио-Мини: им предстояло преодолеть около шестисот миль на каноэ и по суше. Многие гуарани погибли как в процессе перехода, так и после начала строительства нового дома — который они начали строить рядом с первыми миссиями в Паране. Голод и эпидемии привели к тому, что через три года после «исхода» в двух миссиях осталось только четыре тысячи из первоначальных двенадцати тысяч гуарани. Через год после ухода иезуитов, испанские поселенцы также эвакуировались из региона в города Вилья-Рику и Сьюдад-Реаль. Профессор Сарреал полагала, что миссии не оправдали надежд губернатора Эрнандариаса на расширение и защиту испанской территории от португальского продвижения. В том же 1631 году иезуиты продвинулись в Итатин — регион к западу от Гуайры; менее чем за год иезуиты основали четыре миссии, в каждой из которых проживало от двухсот до четырёхсот семей. Вскоре эти миссии были уничтожены: большинство жителей миссии бежало от нападения бандейрантов в 1632 году — а те, кто остался, стали жертвами нехватки продовольствия и эпидемий. Некоторые гуарани решили покинуть регион вместе с иезуитами — в конечном итоге они стали ядром, сформировавшим миссию Сантьяго в регионе Парана. В ответ на серию нападений иезуиты стали значительно более активно защищать свои редукции от бандейрантов.

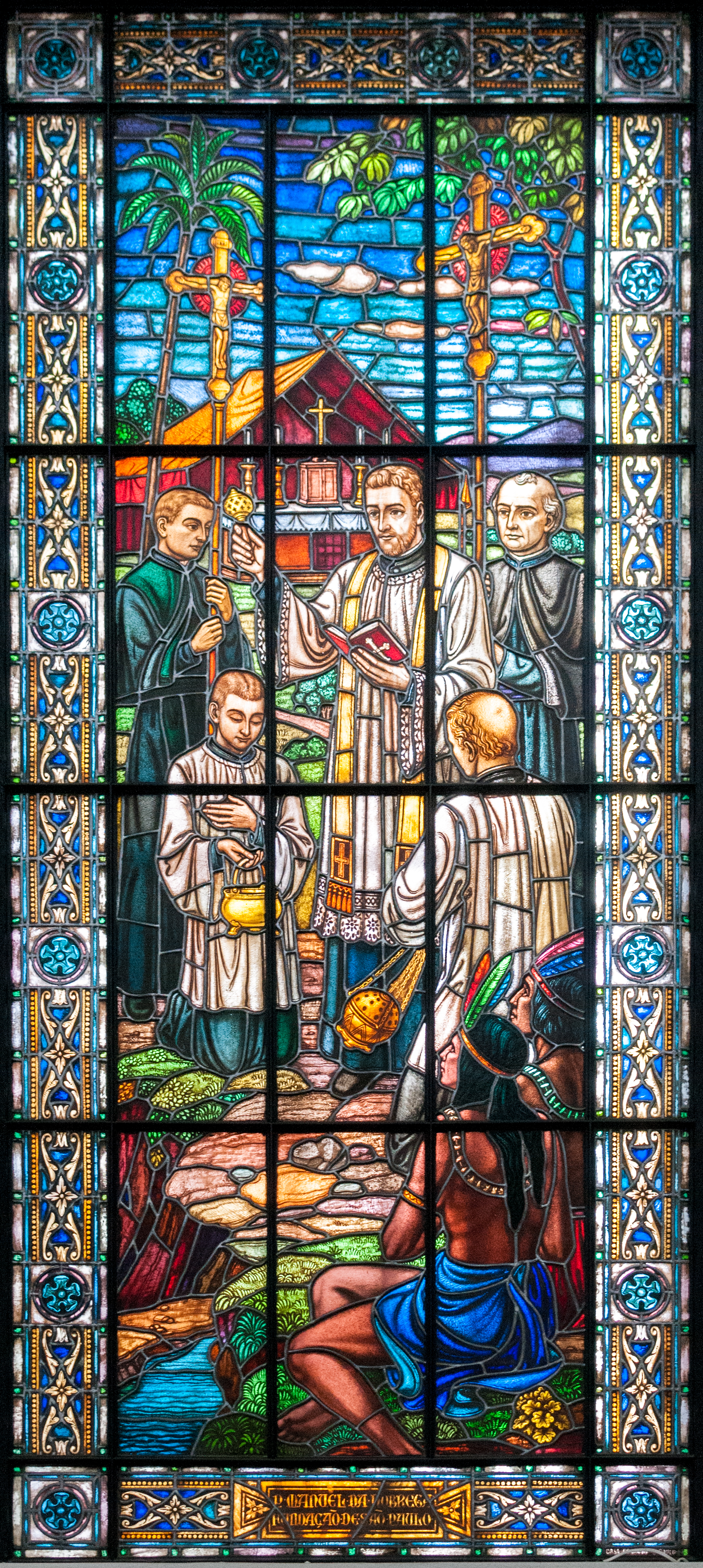
Витраж иезуитской церкви в Сан-Паулу (1935)

#### Вооружение индейцев. Налог
В 1637 году глава иезуитов Парагвая отправил Руиса де Монтойю в Испанию, чтобы убедить короля оказать поддержку в прекращении набегов. Усилия Монтойи дали свои результаты и в 1639 году вице-король и губернаторы получили приказы принять меры по предотвращению новых вторжений на испанскую территорию. Монтойя также надеялся получить разрешение на вооружение индейцев, проживавших в миссиях — но этот вопрос не был окончательно решён в течение следующего десятилетия. Несмотря на отсутствие официального разрешения, иезуиты начали тренировать и вооружать гуарани: миссионеры приобрели мушкеты и начали сами производить как огнестрельное оружие, так и порох. В результате, миссии отбили нападение бандейрантов в Каазапа Гуасу (1639) и в Мбороре (Battle of Mbororé, 1641): бои были тяжёлыми и принесли обеим сторонам значительные потери. Создание ополчения из гуарани было спорными решением, поскольку многие жители региона выступали категорически против вооружения индейцев. Испанцы опасались, что те используют оружие и военную подготовку против самих поселенцев. Несмотря на оппозицию, иезуиты успешно пролоббировали своё решение и в 1647 году наместник в Лиме официально передал монахам огнестрельное оружие; два года спустя было получено и официальное разрешение короля.
Постановление 1649 года подтвердило и бессрочное освобождение от энкомьенды: вместо трудовой повинности индейцы миссии должны были платить налог, эквивалентный одному песо в год; вожди, их старшие сыновья и инвалиды были освобождены от налога. Часть от собранных денег получали и сами священники. Ставка налога была относительно низкой (другие индейцы платили по шесть песо), поскольку чиновники признали экономию средств на армию от создания ополченцев-гуарани. К 1716 году было официально признано, что ополченцы были единственной силой с лошадьми и оружием, которую можно было быстро собрать в регионе. Вооружение индейцев не было уникальным для Испанской империи, поскольку подобные ополченцы существовали и в других её частях; уникальным явлением было то, что гуарани служили в регионе Рио-де-ла-Плата не вспомогательными силами, а основными.
В результате всего комплекса мер, угроза от бандейрантов была, в основном, взята под контроль; и монахи-иезуиты смогли сосредоточиться на консолидации и развитии своих миссий. К 1640-м годам территория «Иезуитского государства» из тридцати миссий вдоль рек Парана и Уругвай приняла свой окончательный вид: в основе было 23 редукции с суммарным населением в 40 тысяч человек. Последняя из семи новых миссий была основана в 1707 году; расположенные на восточном берегу реки Уругвай, последние семь миссий служили также и для защиты испанской территории от продвижения португальцев на запад.

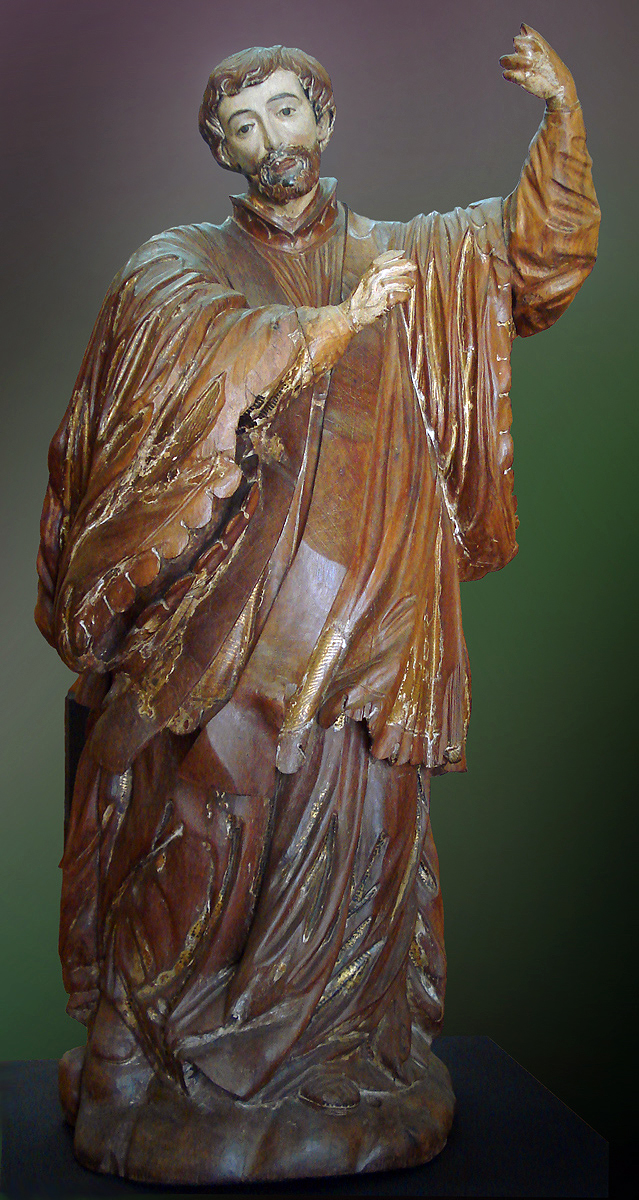
Искусство в миссиях: изображение святого Франциска Ксаверия (музей Хулио де Кастильос, Порту-Алегри, XVIII век)

#### Успех миссионеров и местные традиции
Лидеры гуарани приняли активное участие в переговорах по созданию миссий в качестве средства защиты своих сообществ: вожди требовали от монахов гарантий, что иезуиты являлись «вассалами короля и не возьмут на себя никаких обязательств по обслуживанию какого-либо испанца». Гуарани также рассматривали иезуитов в качестве посредников для переговоров с испанской бюрократией и для продвижения собственных интересов. Материальные блага — продукты питания, инструменты и «безделушки» — которые иезуиты дарили индейцам, помогали стимулировать интерес к редукциям. Подарки служили как производительным целям — ножницы, ножи, рыболовные крючки, иголки и топоры — так и религиозным — чётки и кресты; украшения — стеклянные бусы, одежда и зеркала — также вызывали интерес местных жителей как элементы престижа и статуса. Гуарани особенно ценили железные топоры, предпочитая их другим подаркам. Наставления для самих иезуитов требовали, чтобы лидеры гуарани участвовали в выборе места для будущего поселения: индейцы сами указывали место с «хорошей погодой [и] хорошей водой».
Часть индейских традиций сохранялась и при переселении в редукции: по большей части, индейцы продолжали есть ту же еду, говорить на том же языке и сохранять членство в группе сородичей. Даже система верований формировалась в результате переговоров между католиками и гуарани: так местный художественный стиль и символика проникли в произведения искусства, изготовлявшиеся в миссиях. Ремесленники-гуарани реализовывали собственные художественные предпочтения в изображении христианских символов; иезуиты надеялись, что такая интеграция создаст связи, которые помогут гуарани понять католические верования. Напиток («чай») мате, потребление которого индейцами первоначально вызвало противодействие миссионеров, постепенно стал «краеугольным камнем» в повседневной жизни миссий: а его производство и экспорт стало ключевой частью экономики редукций. Если Руис де Монтойя утверждал, что выращивание мате «заслуживает осуждения», то более поздние миссионеры защищали практику потребления данного чая — они писали, что мате помогал миссиям достичь своих целей, поскольку снижал потребление алкоголя.
Другие местные практики продолжались в миссиях, несмотря на сопротивление иезуитов, видевших в них противоречие католическим верованиям: монахи преследовали шаманов и активно наказывали как за супружескую измену, так и за многоженство. Несмотря на такое давление, отдельные индейцы нашли способы продолжать подобные практики. Хотя шаманы утратили большую часть своей власти ко второй половине XVIII века, отдельные обвинения в «колдовстве» (исп. hechicerías) выдвигались и позже. Аналогично, представитель миссии заявил в 1784 году, что, будучи оставлен без надлежащего надзора, женившийся гуарани не будет испытывать никаких мук совести, когда заявит другой женщине, что он холост или вдовец. В итоге, хотя гуарани и пришлось приспосабливаться к новой жизни в миссиях, изменения в их традициях не были такими радикальными, как предполагала идеализированная версия будущего устройства редукций, созданная иезуитами. В то же время, миссии не были основаны на гармоничных или равноправных отношениях между гуаранами и иезуитами: хотя гуарани по численности многократно превосходили миссионеров, именно монахи занимали ключевые позиции в социальной иерархии редукций.

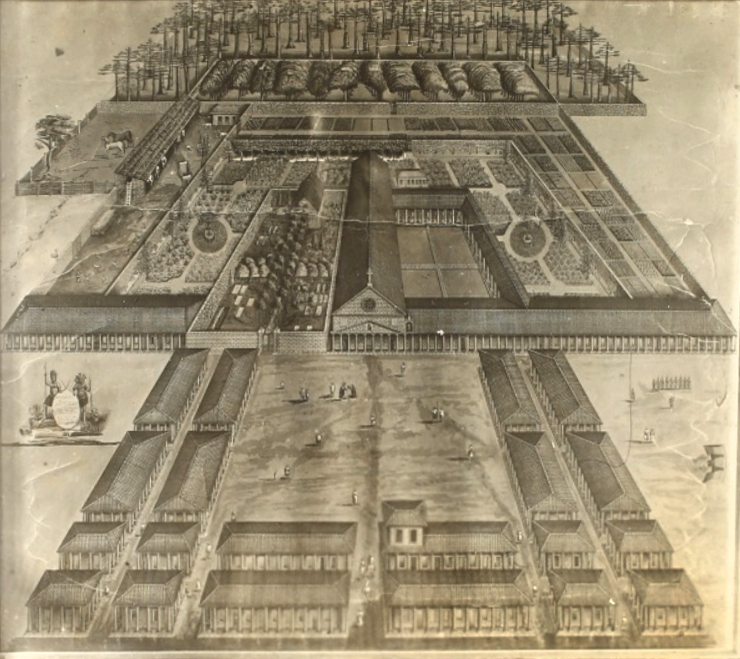
План миссии Святого Иоанна Крестителя, XVIII век

### Города на границе цивилизации
Сотни, зачастую несколько тысяч, гуарани проживали в иезуитских миссиях. Иезуиты представляли такие миссии как постоянные, компактные и урбанистические поселения, созданные по стандартному проекту. В итоге, все миссии на землях гуарани выглядели очень похоже — и у них было много общего с другими миссиями в Латинской Америке. Их устройство не только отражало европейские взгляды на то, как должен выглядеть цивилизованный город, но и желание максимизировать миссионерское влияние и контроль над индейцами.
При этом, при средней численности населения более 4700 человек на миссию (1732), редукции гуарани были самыми густонаселёнными из всех миссий в испанской Америке. Для поддержания жизни нескольких тысяч индейцев в одном месте требовалась сложная система управления: и хотя иезуиты стремились принимать все ключевые решения, они также признавали, что всего два миссионера — священник и его заместитель — не были в состоянии проконтролировать всё. Как и в большинстве других регионов Латинской Америки, местные лидеры играли ключевую роль в управлении и организации; в миссиях по-прежнему сохранялись социальные структуры гуарани, только переименованный на испанский манер в «cacicazgo» (семья) и «cacique» (касик или вождь). Одновременно родоплеменная знать постепенно теряла власть, поскольку в миссиях для гуарани появились новые руководящие должности: так миссионерами были созданы «кабильдо» (советы), которые стали высшими органами местного самоуправления и, одновременно, посредниками между иезуитами и индейцами.

#### Устройство миссий
Иезуитские миссии на землях гуарани были квадратными и имели размер около 1,5 км; их внутреннее устройство напоминало упорядоченные городские кварталы. Миссия Санта-Роза имела наименьшее население в 1780 человек, в то время как в миссии Сан-Николас проживало 6986 гуарани. В 1753 году для испанских властей была создана схема миссии Сан-Хуана Баутиста: данная схема давала общее, хотя и идеализированное, изображение устройства всех миссий в регионе. На схеме достаточно точно передан городской центр («пуэбло»), но существенно занижена плотность населения — реальное число домов индейцев было примерно вдвое больше. Только три самые маленькие миссии иезуитов были похожи на представленное изображение.

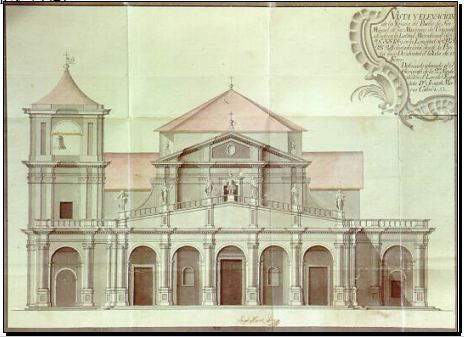
Фасад церкви в миссии Сан-Мигел-дас-Мисойнс (Дж. Б. Примоли, 1756)

В первых инструкциях для миссионеров, отправляющихся в регион, иезуит Диего де Торрес Болло уточнял, что сами миссии должны воспроизводить формат, уже использовавшийся в Перу. Так каждый взрослый мужчина со своей нуклеарной семьей должен был иметь собственное жильё, а из четырёх таких домов должны были формироваться блоки (кварталы). Предполагалось наличие прямых улиц между кварталами, а церковь, помещения для священников и кладбище должны были быть соединены друг с другом, примыкая к центральной площади. Признавая, что такая инфраструктура не может быть возведена одномоментно, Торрес дал указание миссионерам строить здания постепенно и «по вкусу индейцам». Дома для индейцев, маленький домик для самого миссионера и место для проповеди были необходимы — остальные постройки могли подождать.
Исследователь Луис Антонио Болкато Кустодио и профессор Сарреал использовали изображения редукции Сан-Хуан-Баутиста, чтобы проанализировать её устройство. Они получили общее представление об особенностях миссий в регионе: так центральная площадь, размером больше чем поле для американского футбола, отделяла резиденции индейцев от церкви и квартала священников; сама площадь предназначалась для самых различных гражданских, религиозных, культурных, спортивных и военных мероприятий; здесь же проводились и публичные наказания, которые иезуиты видели как действенное средство против тех, кто был признан виновным в нарушении правил миссии. По воскресеньям на площади тренировались ополченцы гуарани, а в течение всего года индейцы и европейцы отмечали здесь различные праздники — шествиями, парадами и танцами.

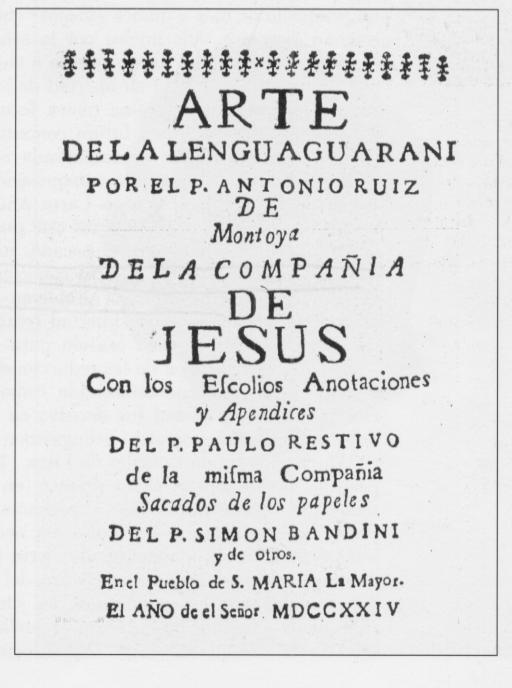
Обложка учебника «Arte de la Lengua Guarani» (А. Монтоя, 1724)

Церковь, сравнимая по размерам с испанскими соборам, являлась архитектурной доминантой всего поселения; к 1730-м годам церкви стали проектироваться лучшими иезуитскими архитекторами своего времени. И в XXI веке посетители остатков миссий могут получить представление о внушительных размерах, архитектурной сложности и богатстве декоративного убранства ключевого здания миссии. Рядом с церковью два «патио», размером около 60 м, были образованы резиденцией священников и учебными помещения, а также — складами и мастерскими миссии. Внутренний дворик монахов, «колехио», был образован их спальнями, салоном, кухней и столовой; в некоторых миссиях под кухней размещался запас консервированных продуктов. Ряд комнат служили миссионерской школой, где обучались мужчины-гуарани — их учили чтению, письму, музыке и танцам; здесь же хранилась одежда.
Во втором дворике помещались производственные помещения: здесь работали плотники, скульпторы, художники, кузнецы и ткачи из числа гуарани. Некоторые из комнат служили хранилищами для сельскохозяйственных продуктов — таких как мате, кукуруза, бобы и хлопок; в соседнем помещении размещался скот, предназначенный для рационов говядины, выдававшихся в общине. В саду росли фруктовые деревья, а также — овощи и цветы; кладбище обычно располагалось на противоположной стороне от церкви — на кладбище часто размещалась отдельная часовня.

#### Дома гуарани
С трёх других сторон от центральной площади жили индейцы: иезуиты активно призывали гуарани перейти от совместного проживания в общем доме с другими членами их рода к отдельной жизни в рамках нуклеарной семьи (переход от общего жилья к отдельному занял не менее века). Квадратный домик с длиной стороны в 5,7 м имел дверь и два окна: одно спереди, второе сзади. Внутри индейцы иногда вешали тканые коврики или шкуры крупного рогатого скота, чтобы отделить спальное помещение. За исключением сна и, возможно, приготовления пищи, гуарани проводили большую часть своего дня вне дома. Жилища гуарани, как и другие здания миссий, постепенно развивались: если во время основания миссии гуарани жили в зданиях, которые испанцы считали простыми и скромными (из соломы с земляными полами), то к середине XVII века основная масса индейцев жила в глинобитных домах. В начале XVIII века дома получили каменные стены, а черепица заменила солому как на крыше, так на полу; данные строения начали приходить в упадок одновременно с упадком самих миссий.

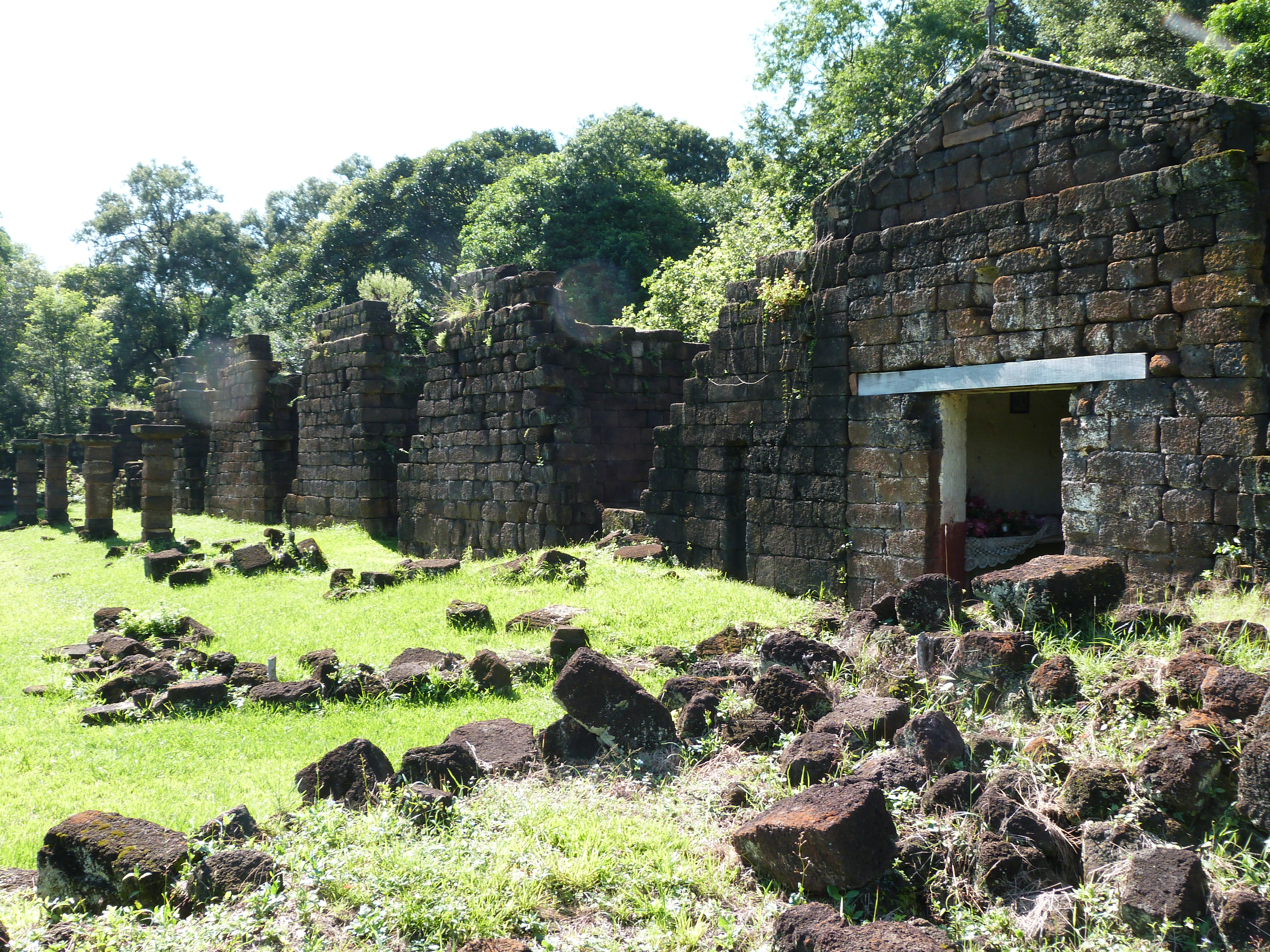
Руины миссии Санта-Мария-ла-Майор (2015)

Не все гуарани проживали в отдельных домах, поскольку иезуиты не доверяли женщинам жить без защиты их отца или мужа. Поэтому миссионеры создали отдельное общежитие, «котигуасу», чтобы «защитить женскую честь и девственность». Здесь проживали вдовы, девочки-сироты и женщины, чьи мужья временно отсутствовали в миссии; женщины не могли свободно приходить и уходить, поскольку единственный вход котигуасу был заперт. Отсутствие свободы было угнетающим для женщин-гуарани, которые никогда не имели такого опыта прежде. Вероятно, стандартно миссия включала в себя больницу и тюрьму, а также жильё для посетителей, путешественников и торговцев («тамбо»). Иезуиты структурировали пуэбло так, чтобы ограничить контакты индейцев с посторонними и облегчить контроль над ними. Формально ни путешественники, ни посетители не могли оставаться в миссии дольше трёх дней — в течение которых они проживали отдельно от индейцев. Юридически жители миссии также не мог покинуть миссию без письменного разрешения испанского губернатора; тем не менее, в реальности контакт с посторонними не мог быть полностью устранён. Современные исследователи полагали, что миссии были гораздо более «проницаемыми», чем подразумевали официальные правила.

#### Условность изоляции
Так индейцам иногда приходилось преодолевать сотни километров, чтобы приобрести товары, необходимые для миссии; в течение большей части XVII столетия миссии получали свой урожай мате из удалённого региона Йербалес Сильвестрес (диких зарослей деревьев йерба мате), расположенного к северо-востоку от города Асунсьон. Редукции обычно отправляла 50 или более индейцев на расстояние от 6,5 до 800 км; в ходе таких экспедиций гуарани отсутствовали в течение двух или трёх месяцев. Даже после того, как иезуиты одомашнили деревья мате (в начале XVIII века), многие миссии продолжали посылать группы индейцев для сбора дикого мате. Аналогично, миссии пополнили свои запасы скота, отправляя индейцев на поиски диких коров — такие экспедиции также уводили индейцев от пуэбло на несколько месяцев. Одомашнивание коров не решило проблему полностью, поскольку пастбища были крупными и не всегда находились близко к миссии. В 1735 году провинциальные власти разрешила миссиям нанимать испанцев (или других «умных и осторожных» людей) для работы; основываясь на иконографии, Болкато Кустодио полагал, что чернокожие жители региона могли жить и работать на пастбищах миссии Сан-Мигель (San Miguel).
И, разумеется, большинство жителей миссии покидали её пределы в периоды сельскохозяйственных работ: во время посадки и сбора урожая гуарани спали в хижинах, построенных рядом с полями, и возвращались в свою миссии только в воскресные и праздничные дни. Индейцы также регулярно посещали другие миссии региона, преимущественно иезуитские — как посланники, в поисках помощи или для обмена информацией. Такие посланники также доставляли товары в торговые центры в Буэнос-Айресе и Санта-Фе; поездки могли занимать месяцы. Служба светским властям Испанской империи также требовала того, чтобы мужчины-гуарани покидали миссии — как члены ополчения. Так в период с 1637 по 1735 год миссиями было получено 58 просьб о помощи: то есть, в среднем чаще чем раз в два года. Иезуиты подсчитали, что более 45 000 индейцев были вынуждены покинуть миссии для участия в военных действиях. В дополнение к военной службе, королевские чиновники призывали гуарани для участия в общественных работах в городах Монтевидео, Санта-Фе и Буэнос-Айрес; их труд использовался при строительстве и восстановлении фортов, оборонительных стен и других сооружений — такие работы могли длиться годами.

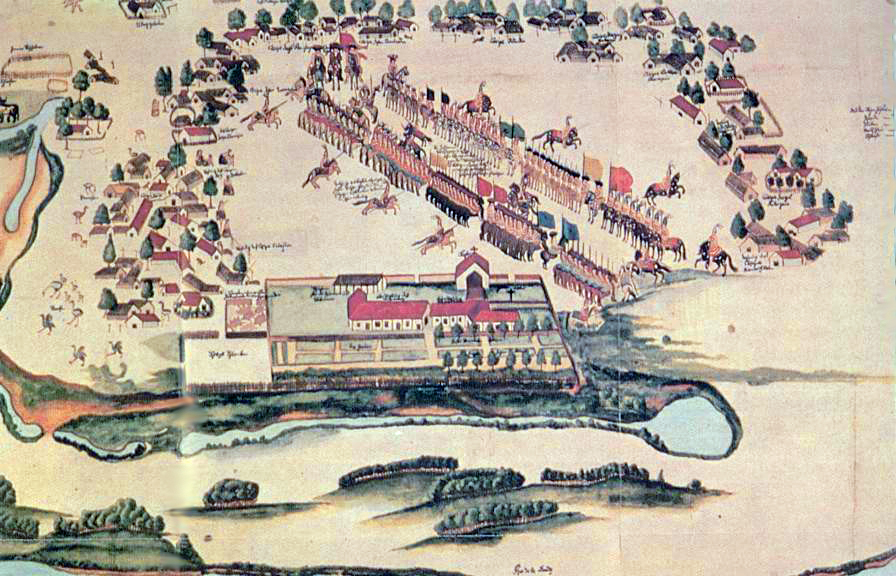
Военный парад в миссии Санта-Мария-ла-Майор (XVIII век)

### Население
Большое количество жителей отличало иезуитские миссии на землях гуарани от аналогичных миссий в испаноязычной Америке: хотя численность населения других миссий иногда достигала нескольких тысяч человек, она никогда не приближались к численности населения миссий гуарани (в среднем, от 2500 до 4700 жителей в XVIII веке).

#### Численность
По мере развития, в период между 1640 и 1730 годами, общая численность населения 30 миссий выросла почти в четыре раза — в 1732 году она достигла своего максимума в 141 182 человека. Это означало, что бо́льшая часть всех индейцев-гуарани проживала в иезуитских миссиях: по оценкам Пьера Кластре, более 85 % от всех гуарани жили в миссиях в 1730-е годы. Если новообращённые христиане составляли бо́льшую часть первоначального населения миссий, то к переписи 1735 года в 18 из 30 миссий не было ни одного индейца, который бы крестился за последние двадцать лет; в оставшихся 12 миссиях было только несколько новообращённых — в среднем, по пять семей. К XVIII веку иезуиты лишь время от времени пытались проповедовать христианство индейцам, проживавшим за пределами миссий; им не хватало людей для таких кампаний (нехватка миссионеров, наряду с рассеянностью и отдаленностью потенциальных новых христиан, регулярно фигурировала в письмах).
Большая часть прироста населения в редукциях была вызвана высоким уровнем рождаемости: отчасти это объяснялось стремлением монахов сочетать браком молодых индейцев, чтобы предотвратить то, что иезуиты считали сексуальной распущенностью. Монахи пытались заставить вступать в брак всех юношей по достижении ими 17 лет и всех девушек по достижении ими 15 лет. В переписях редко фигурировали холостяки старше 20 лет; вдовцы также лишь изредка оставались одинокими — редкая миссия могла насчитать более десяти вдовцов. Однако, вдовы не вступали в повторный брак с той же скоростью — сотни вдов, проживавших в одной миссии, не были редкостью. Иезуиты формально не позволяли ни вдовам, ни другим одиноким женщинам возглавлять собственные хозяйства: их помещали в котигуазу. Дети вдовы (но не вдовца) считались сиротами. В средней нуклеарной семье было четыре-пять членов; по оценкам Массимо Ливи-Баччи и Эрнесто Мейдера, в среднем у женщин в миссиях было по 7,7 детей.

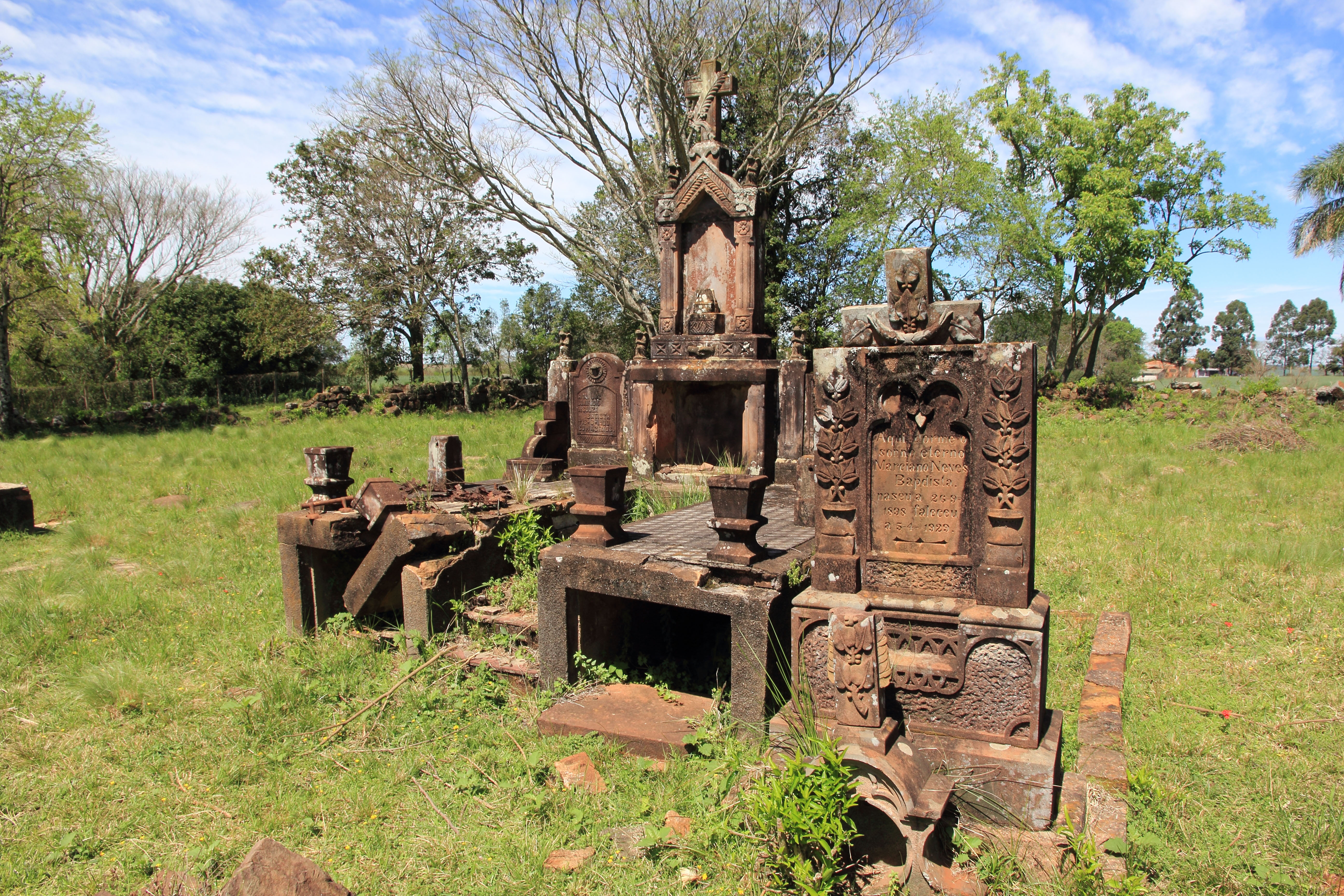
Кладбище миссии (2013)

#### Эпидемии. Оспа
Рост населения в иезуитских миссиях, как и в других местах проживания коренных американцев, ограничивался регулярными эпидемиями оспы, кори и тифа. Например, в 1730-х годах миссии пострадали от целого ряда бедствий — эпидемий, продолжительной военной службы мужчин, засухи и событий, связанных с восстанием в Асунсьоне; но уже в 1740-х годах население миссий начало быстро восстанавливаться. Оспа, являвшаяся основной причиной смертности в Европе XVIII века, вызывала наибольшие потери и среди индейцев: однако, если смертность европейцев составляла около 15 %, то уровень смертности индейцев превышал 50 %, иногда достигая 90 %. Кроме того, когда один из жителей миссии заражался оспой или корью, предотвратить эпидемию было практически невозможно в связи с «городской» структурой миссий.
Исследование эпидемии оспы 1764—1765 годов, проведённое Робертом Джексоном, показало, что вирус распространился практически во всех тридцати миссиях, следуя «географическим траекториям» (от одной к другой). К концу эпидемии оспа унесла жизни более 12 тысяч человек. Эпидемии происходили примерно раз в поколение, поскольку население отдельной миссии никогда не приближалось к порогу, после которого заболевание стало бы эндемическим; между 1690 и 1767 годами эпидемия оспы поражала миссии в среднем каждые пятнадцать лет.

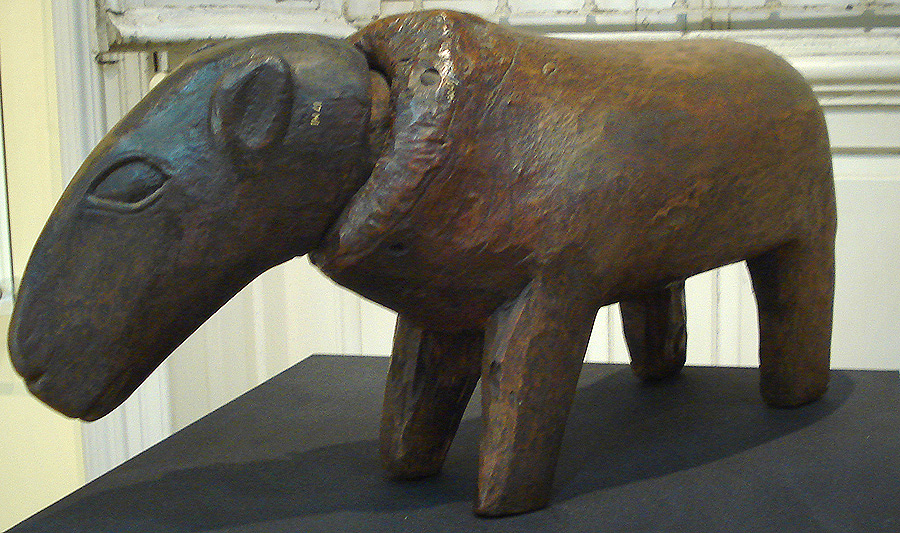
Зооморфная скамейка (музей Júlio de Castilhos, XVIII век)

### Система управления

#### Советы-кабильдо
Миссии на землях гуарани имели сложную систему управления: местное руководство, осуществлявшееся в миссиях можно было отнести как к категории принудительного, так и организационного (или харизматического). Учрежденные на всей территории Северной и Южной Америк — и введенный в миссии — городские советы (кабильдо), возглавлявшиеся коррехидорами, являлись ключевыми для управления многотысячными поселениями гуарани. Каждый член совета получал предмет, который символизировал его руководящую роль в той или иной сфере общественной жизни. В регламенте миссий было указано, что членство в совете длится год; теоретически, уходящие члены кабильдо сами называли своих заместителей — однако, иезуиты участвовали в их выборе, одобряя или отклоняя кандидата. После одобрения главой миссии, список направлялся на одобрение светскому губернатору региона. Подобная проверка формировала совет из гуарани, которые скорее сотрудничали с иезуитами, нежели были настроены против них.
Хотя монахи и хотели управлять всеми аспекты деятельности миссий, на практике они предоставляли значительную свободу действия как раз членам совета. Так сам темин «коррехидор» на языке гуарани (гуар. poroquaitara) можно перевести как «тот, кто организует то, что должно быть сделано». Другой ключевой член совета — «майордомо» — заведовал всеми товарными потоками в редукции; при вступлении в должность он получал ключи от всех складов миссии. В описании жизни миссий в Парагвае, составленном миссионером-иезуитом Хуаном де Эскандоном, автор пытался подчеркнуть роль священника как главного лица в редукции; при этом Эскандону косвенно пришлось признать, что многие члены кабильдо действовали независимо (или даже в конфликте) с иезуитами: например, объясняя, что члены кабильдо сообщили планы по посадке сельхозкультур остальной части населения миссии, автор признал, что они и священник пришли к соглашению. Эскандон также косвенно описал и «вклад», который вносили члены совета, передавая инструкции иезуитов населению: так члены кабильдо обычно сообщали жителям только часть (суть) речи монахов, и лишь изредка — всю речь целиком. Профессор Сарреал полагала, что, сокращая речи иезуитов, члены совета могли также изменять (или опускать) ту информацию, которая их не устраивала.

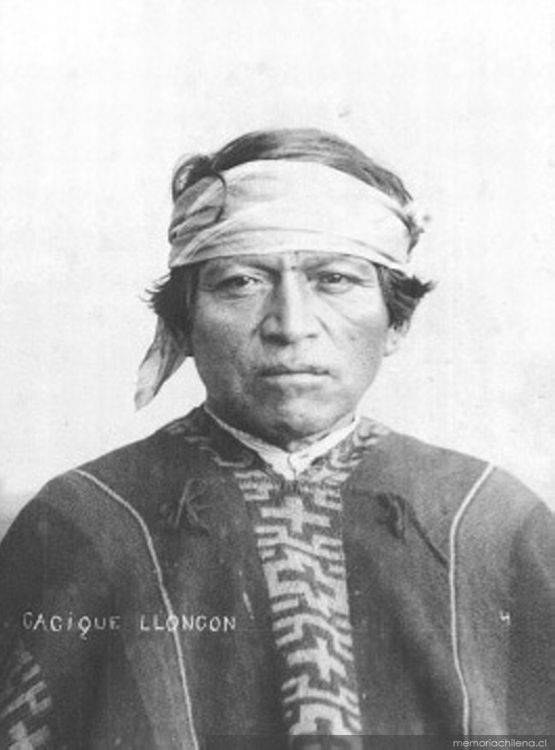
Касик племени арауканов (ок. 1890)

#### Касики
Для каждой из ремесленных профессий — и почти для каждого рабочего проекта миссии — иезуиты назначали отдельного лидера из числа мужчин-гуарани. Специальные лидеры из гуарани также курировали дела женщин, мальчиков и девочек миссии. Поскольку индейцы обычно присоединялся к миссии как часть своей родовой группы, старые иерархические структуры продолжали действовать и среди крещённых гуарани. Так иезуиты «культивировали» лидерскую роль местных касиков, относясь к ним как к мелким дворянам; в знак признания их статуса, к касикам применялся титул «дон», а во время праздников они носили особую одежду. Им также отдавалось предпочтение при распределении руководящих постов в миссии. В 1697, а затем и в 1725, году испанская королевская власть укрепила и официально оформила особый статус и привилегии касиков как дворян.
Особенностью миссий в Парагвае было то, что местные касики не были ответственны за сбор налогов и не являлись собственниками имущества (помимо личного), поскольку все земли считались принадлежащими миссии в целом; не были касики и освобождены от сельскохозяйственного или иного труда. Однако для удобства управления иезуиты зачастую распределяли работы между общинами, поручая тому или иному касику тот или иной вид работ (например, участок поля). Также, когда мужчины и женщины выходили на площадь после религиозных служб, их было принято разделять по родовым группам — дабы облегчить идентификацию тех, кто отсутствовал. Гуарани также получали товары на основе их родовой группы. Прямое наследование титула также было не обязательным: зачастую новым касиком становился не старший сын, а племянник или иной родственник, чьи личные качества сородичи считали более подходящими. Попытки монахов ввести более привычную для них самих систему наследования вызывала споры с гуарани — особенно, если новый лидер был несовершеннолетним. Малые родовые группы также вызывали сложности в управлении — и монахи стремились объединить их в более крупные структуры (исп. tribus или исп. parcialidades).
Сами монахи часто выражали обеспокоенность тем, что касики не исполняли своей роли лидеров группы («не имели духа для управления»): так в 1742 году глава провинции Антонио Махони дал конкретные инструкции по «выращиванию» касиков как местных лидеров. Среди прочего, священникам предписывалось помогать касикам с «достойной» одеждой, соответствующей их статусу. При этом миссионерские переписи показывали, что коррехидоры миссий далеко не всегда являлись касиками.

### Экономика
Экономика миссий стала приоритетом для иезуитов уже на этапе создания редукций: монахи скоро осознали, что улучшение материального положения индейцев предшествует само́й попытке осуществить культурные изменения. Достаточное количество продовольствия (и других материальных благ) было необходимым условием для того, чтобы гуарани хотя бы остались жить в миссии — а не покинули бы её (что всего два невооружённых монаха никак не могли остановить с помощью силы). Одновременно, сама экономика редукции напрямую зависела от труда гуарани: и иезуиты ставили себе целью превратить гуарани в то, что они воспринимали как «прилежную и трудолюбивую» рабочую силу. При этом, экономика отдельной миссии не функционировала в изоляции: миссии не могли произвести всё, что им было нужно (или то, что они хотели иметь) — и они должны были получать некоторые предметы извне. Постепенно, являясь крупными землевладельцами, имевшими доступ к огромной по местным меркам рабочей силе, сеть миссий стала региональным экономическим центром, тесно связанным с экономикой региона как такового.

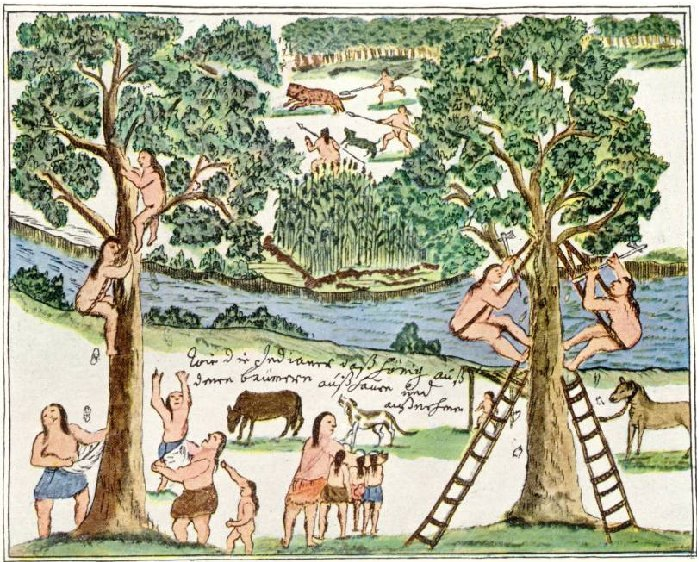
Сбор мёда жителями миссии (Ф. Пауке, ок. 1750)

#### Распорядок дня
Труды иезуитских миссионеров Хосе Кардиеля, Хуана де Эскандона и Хайме Оливера содержали подробные сведения о ежедневной жизни иезуитских миссий в Парагвае; современные исследователи полагали, что в работах монахов содержится только их видение рабочего дня, который им удалось «навязать» гуарани лишь отчасти. Кроме того, поскольку миссионеры писали свои отчёты между 1758 и 1777 годами — в период, когда орден иезуитов подвергся серьезным политическим атакам — монахи были «мотивированы» изменить негативное отношение к их миссиям среди гуарани.
В итоге, в их трудах содержатся два взаимоисключающих тезиса: с одной стороны, в них утверждается, что иезуиты достигли целей, поставленных им светской властью при создании миссий; с другой стороны, в тех же работах говорится, что миссионерские предприятия требовали продолжения управления со стороны иезуитов. Так гуарани, с одной стороны, уже стали, по мнению иезуитов, «устойчивой и надёжной» рабочей силой — стали «цивилизованными»; одновременно, как гуарани, так и сами миссии нуждались, по мнению тех же авторов, в постоянной помощи ордена. Кардиэль утверждал, среди прочего, что гуарани нуждались в иезуитах так же, как дети нуждаются в родителях; Эскандон полагал, что «[гуарани] не способны управлять сами собой». Всё это отразилось и на описании трудовой деятельности миссий, составленном монахами.
День индейцев начинался на рассвете с боя барабанов на центральной площади, после чего родители отправляли своих детей-подростков в церковь, где те молились, читали катехизис и пели в церковном хоре; все население миссии позднее присоединилось к ним на мессу. После богослужения — с понедельника по субботу — члены кабильдо встречали священника у дверей его дома: они целовали ему руку, а он давал им инструкции на день. Затем взрослые мужчины получали свой утреннюю порцию мате и отправлялись на поля или в мастерские, следуя процессией под звуки барабанов или бубнов — вслед за изображением святого (обычно, Святого Исидора Мадридского, которого индейцы особенно почитали). Образ святого помещался рядом с рабочей площадкой. Обед подавался в полдень (гуарани ели возле образа святого), после чего индейцы возвращались к работе.

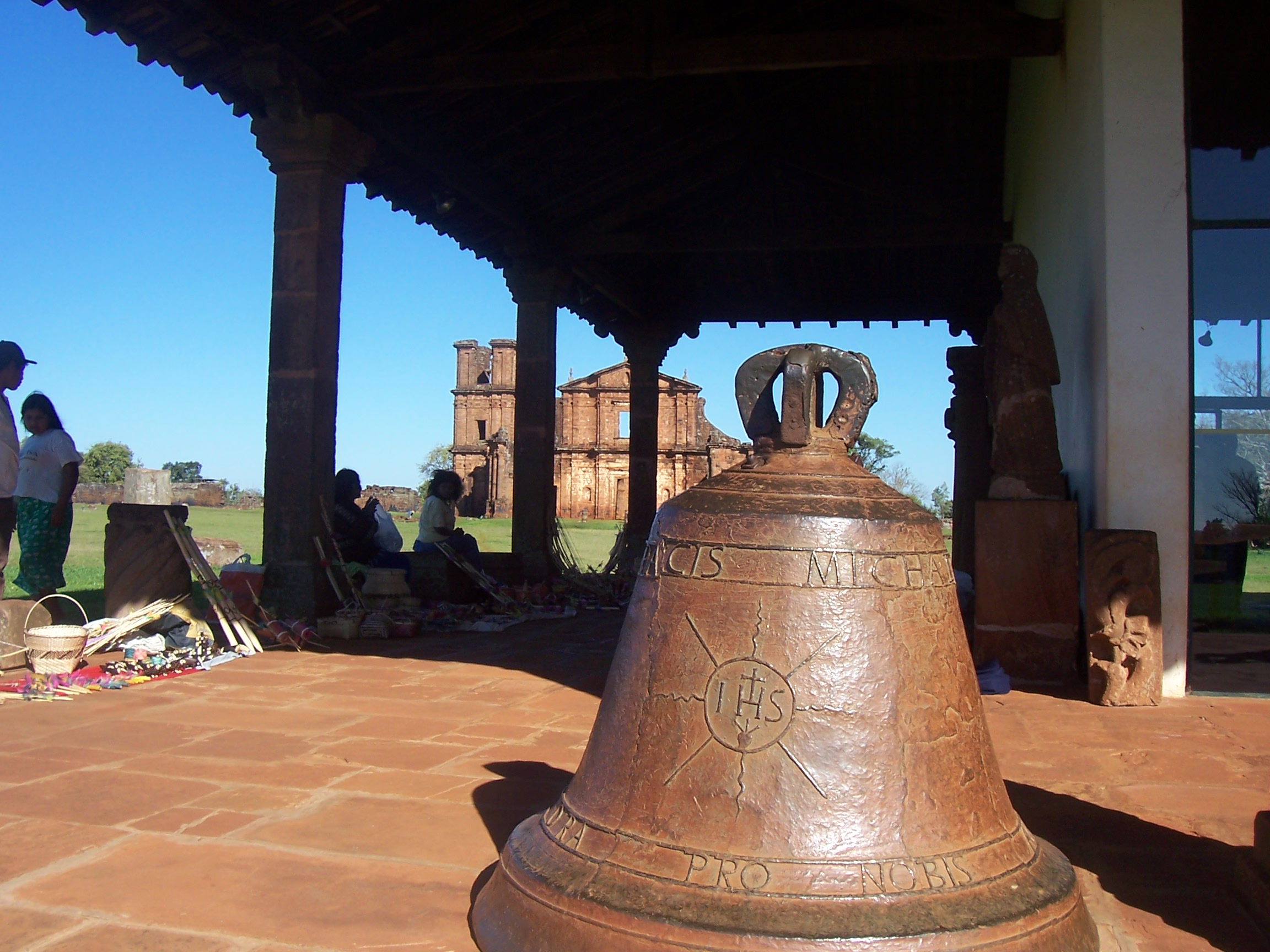
Церковный колокол миссии

Вечером вновь звонил церковный колокол и гуарани возвращались в поселение в том же иерархическом шествии; затем они молились в церкви, читали катехизис и слушали проповедь. После завершения религиозных мероприятий лидеры гуарани информировали священника о результатах дня, а все жители миссии получали порцию мате и, когда это было возможно, порцию мяса. Женщины готовили ужин дома: сначала ели мужья, потом женщины доедали остатки. Дети обедали и ужинали, в основном, под присмотром иезуитов. Иезуиты разделили шесть рабочих дней на четыре дня для «амамбаэ» (гуар. amambaé, владения человека) и два дня для «тупамбаэ» (гуар. tupambaé, владения Бога). Со вторника по пятницу индейцы работали над проектами, предназначенными для благополучия их семьи — выращивали продукты для себя и своего рода. По понедельникам и субботам гуарани работали над проектами, предназначенными для благополучия всей общины и церкви: в течение полугода, с июня по декабрь, большинство взрослых мужчин работало на общих земельных участках, где — помимо кукурузы, бобов, риса, зерновых культур, хлопка, сахарного тростника и табака — выращивались дыни, арбузы, персики и апельсины. Кроме того, иезуиты обучили значительное число гуарани ремесленным навыкам — ремесленники были освобождены от работы на общем поле. В течение оставшихся шести месяцев — с декабря по май — гуарани выполняли другие общественные работы: такие как сбор и обработка чая-мате, выпас скота, сбор древесины, перевозка товаров, а также — ремонт и строительство зданий миссии. Женщины не были освобождены от коллективного труда: они обрабатывали хлопок, работали в поле и готовили пищу.

#### Строгость и эффективность
Погодные условия, призывы на военную службу, эпидемии, праздники и приезды гостей меняли график работ. Кроме того, гуарани пассивно сопротивлялись предъявляемым к ним трудовым требованиям — по словам миссионера-иезуита Антонио Сеппа, «это правда, что ни один индеец никогда не работает целый день ни над какими делами». Многие гуарани не придавали той же ценности максимизации производства продуктов питания, как это делали иезуиты: жёсткий график не имел для таких индейцев, высоко ценивших досуг, смысла. Барбара Гансон предполагала, что гуарани могли сопротивляться иезуитской системе и в знак протеста против изменения в привычных для них гендерных ролях.

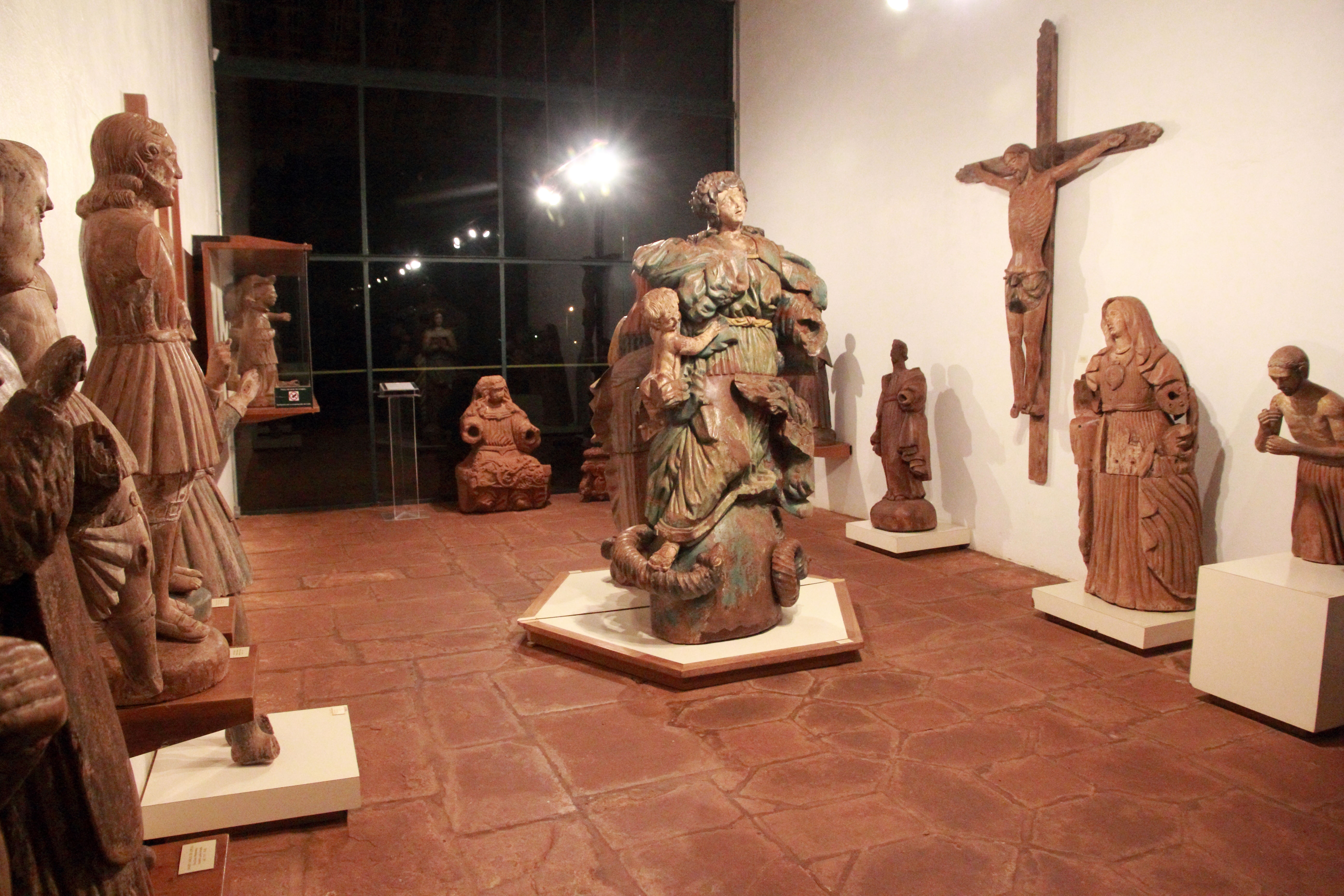
Искусство в миссиях: Музей миссий (Сан-Мигел-дас-Мисойнс, 2013)

Одновременно, те гуарани, которые приняли европейские идеи о важности накопления собственности, обнаружили, что сами они мало что могут выиграть от интенсификации своего труда — поскольку индейцы не получали заработную плату, а дополнительные раздачи полагались только членам совета и некоторым ремесленникам. Хотя иезуиты и утверждали, что они «продвигаются» к концепции частной собственности, простой гуарани не мог сам распоряжаться своим урожаем: ему разрешалось хранить запас продовольствия только на два-три месяца, а остальное помещалось в коммунальную кладовую. Кардиэль также писал, что некоторые главы миссий вообще не разрешали гуарани иметь семейные участки.
Цель иезуитов состояла не в том, чтобы максимизировать производство в миссии, а скорее в том, чтобы производить достаточно для поддержания миссионерской деятельности; сохраняя индейцев занятыми, миссионеры полагали, что предотвращают «некатолическое поведение». Так детям не дозволялось играть под присмотром своих родителей — иезуиты заставляли их посещать религиозные занятия утром и днем. Учитывая усердие монахов в планировки почти каждого часа жителей миссии, уклонение от трудовых обязанностей было одним из немногих доступных для индейцев способов получить хотя бы ограниченный контроль над своим временем. Не имея возможности контролировать многотысячное население лично, миссионеры полагались на туземную элиту в качестве посредников; результат был смешанным, поскольку интересы коренной элиты и миссионеров не всегда совпадали. Известно, что местная элита часто помогала собратьям-индейцам избежать трудовых повинностей. Исследователи полагали, что в результате индейцы не могли строго соблюдать составленный для них график: относительно малые урожаи, собиравшиеся миссиями, подтверждали данный вывод.

#### Собственность
Изначально иезуиты учредили амамбаэ, как метод стимулирования индивидуального труда гуарани и развития института частной собственности. Однако, индейцы не проявляли заинтересованности в индивидуальном накоплении собственности в соответствии с европейскими нормами того времени — как заявил иезуит Антонио Бетшон, гуарани «не думали о богатстве и не жаждали его». Иезуиты сообщали, что гуарани не составляли завещаний, поскольку у них почти не было частного имущества; монахи также неоднократно жаловались на то, что гуараны «разбазаривали» все, что у них было: включая зерно, животных или деньги. Кардиэль сообщал, что даже прожив несколько десятилетий среди испанцев и получая зарплату, гуарани не скапливали денег.
Иезуиты следовали централизованному управлению практически всей собственностью миссии. Так монахи не верили, что индейцы были способны содержать собственных сельскохозяйственных животных (волов) и выдавали их только на день. В итоге, тупамбаэ обеспечивала как тех, кто не мог прокормить себя (вдов, сирот, больных и инвалидов), так и создавала резервный фонд для всей общины: население миссий регулярное получало из коммунальных запасов разнообразные товары. Хотя впоследствии деятельность миссий гуарани часто рассматривалась как модель социализма или коммунизма, сами миссии не были эгалитарными — в миссиях по-прежнему сохранялись социальные и экономические различия между членами общины. Так Кардиэль прями писал, что касики, члены кабильдо, музыканты и искусные ремесленники почитались как дворяне, что включало в себя и бо́льшие раздачи. Существовала и система премий: «тем, кто работает больше, чем остальным, выдают больше из коммунальной собственности».

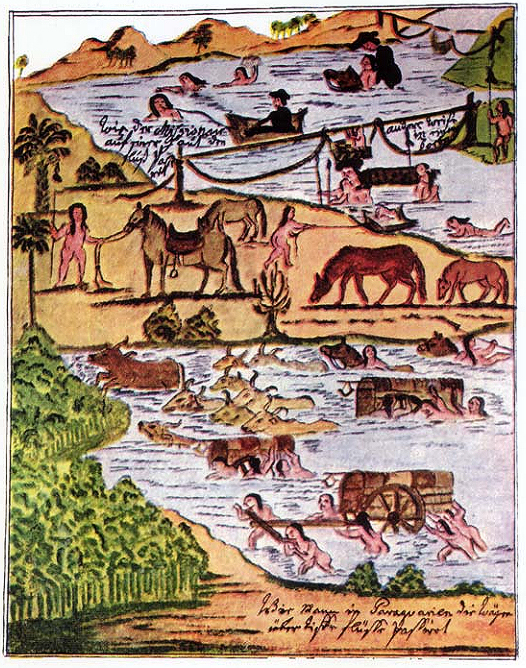
Переправа через реку (Ф. Пауке, ок. 1750)

#### Говядина. Мадридский договор
Из всех предметов, которые гуарани получили из коммунальных запасов, рационы из говядины были наиболее важными — говядина была основой диеты гуарани; в зависимости от размера своего стада, каждая миссия раздавала мясные рационы либо ежедневно, либо несколько раз в неделю. По словам Кардиеля, каждая семья — около четырех-пяти человек — получала порцию в 1,8 кг, что было значительно больше, чем американское потребление говядины в 1990-х годах. В отличие от европейских зерновых культур, говядина пришлась по вкусу местному населению — гуарани часто потребляли говядину практически в сыром виде, что приводило к проблемам со здоровьем, таким как появление паразитов.
Иезуиты признавали ценность коров и завели эстанции (исп. estancia, скотоводческие хозяйства), где разводили все виды домашнего скота: включая овец, лошадей, ослов и мулов. Иногда иезуиты доверяли индейцам самим управлять эстансиями, проводя ревизии только дважды в год; иногда монахи нанимали местных испанцев в качестве управляющих. Большинства эстанций было оборудовано часовнями для поощрения католических практик. Несмотря на разведение животных, миссии также сильно зависели и от охоты на крупный рогатый скот, который одичал и размножился в регионе. Подобная «охота», в рамках которой гуарани выполняли роль ковбоев, столкнулась со сложностями вследствие растущего спроса на крупный рогатый скот со стороны жителей Санта-Фе и Буэнос-Айреса. Последние стали оспаривать права миссий на регион Вакерия-дель-Мар. Обеспокоенные иезуиты создали резерв для крупного рогатого скота для миссий — в регионе Вакерия-де-лос-Пинарес, который сейчас является северной частью бразильского штата Риу-Гранди-ду-Сул. Здесь они оставили скот для размножения, но уже через три десятилетия, в конце 1720-х годов, португальцы и другие индейцы начали охотиться в данной местности. В ответ на растущую конкуренцию за дикие стада иезуиты как начали создавать фермы ближе к миссиям, так и активизировали свои усилия по одомашниванию животных.
Однако, миссии так и не смогли полностью перейти на домашний скот: первоначальные усилия по созданию пастбищ не нашли поддержки у гуарани — видевших в охоте не только средство для пропитания, но и увеселительное занятие, в ходе которого можно было продемонстрировать свою доблесть. А политические события 1750-х годов ещё больше помешали иезуитов в развитии скотоводства в миссиях. Так, в соответствии с Мадридским договором (1750), миссии потеряли ценную территорию — семь редукций, включая Сан-Мигель — которая отошла Португальской империи: Нусдорфер подсчитал, что на данной территории содержалось более одного миллиона голов скота. Хотя в 1761 году король Испании Карл III аннулировал данный договор, ни сами миссии, ни их стада так полностью и не восстановились.

#### Йерба мате и табак. Соль
Чай мате, так же, как и говядина, распределявшийся среди населения миссий из коммунальных запасов, играл важную роль в жизни общин. Каждый день гуарани получали порции йерба-мате; два раза в день они варили горсть листьев и совместно пили чай. У напитка были как тонизирующие свойства, так и «культурный смысл»: гуарани поясняли первым миссионерам, что мате облегчал их работу, поддерживал их в отсутствие пищи, очищал желудок, пробуждал чувства и рассеивал сонливость. Согласно Кардиэлю, употребление йерба-мате было настолько же важной частью повседневной жизни гуарани, как потребления хлеба и вина в Испании или чая в Китае; другой миссионер подчеркивал, что индейцам всегда требовалось, чтобы чай был в их распоряжении.

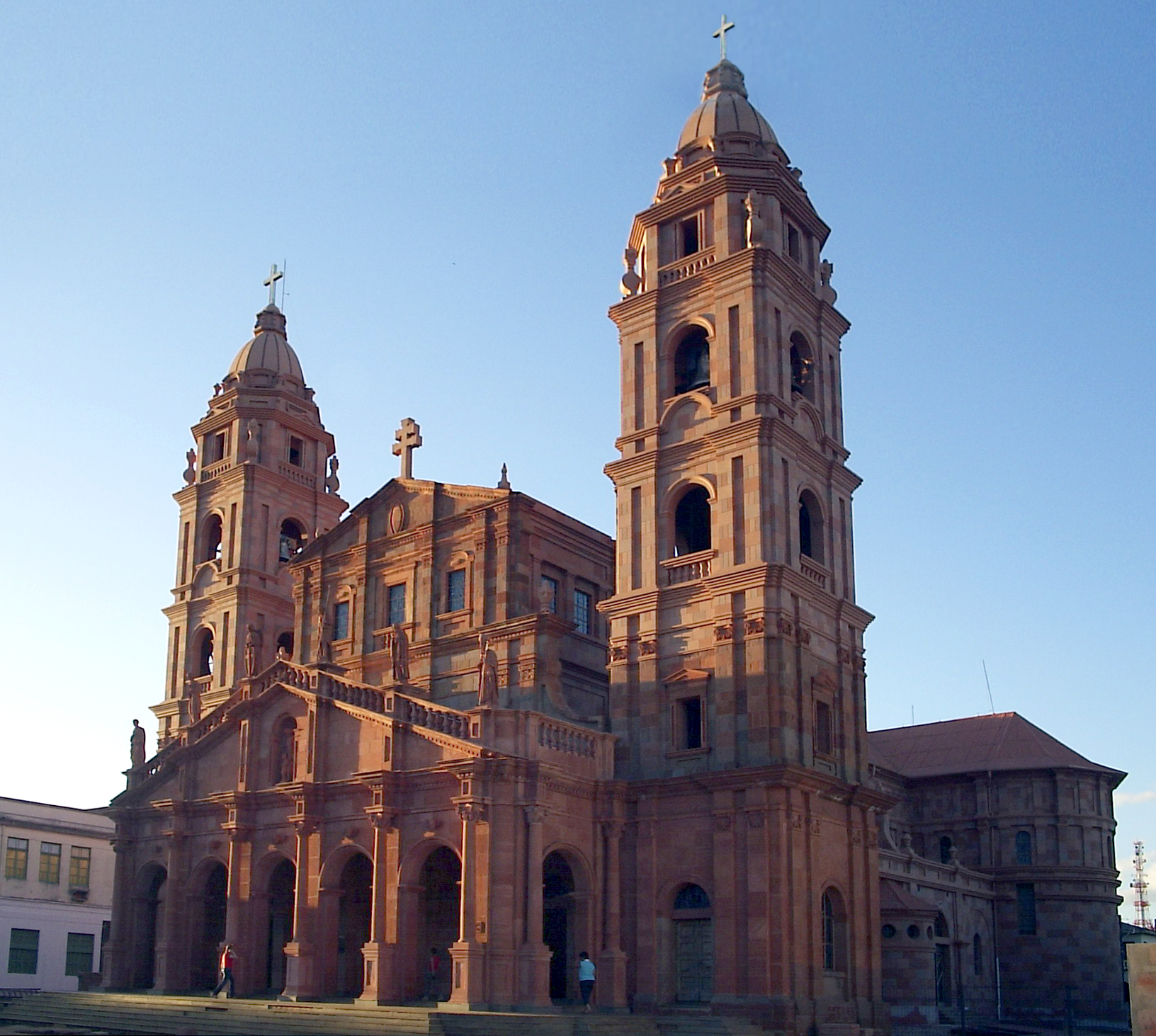
Собор в Санту-Анжелу, построенный в 1929 году в стиле церкви редукции Св. Михаила (2008)

Миссии собирали два типа йерба-мате — каамини (исп. caaminí) и де палос (исп. de palos); первый был более высокого качества, но для его производства требовалось больше труда и времени. Миссии были наиболее известны благодаря выращиванию именно сорта каамини. Первоначально гуарани собирали мате в отдалённой местности: индейцы семи миссий, стоявших на правом берегу реки Уругвай, регулярно отправлялись в экспедиции; остальные 23 миссии столкнулись с горными цепями на своём пути. Каждый индеец совершал два похода по крайне труднопроходимому маршруту, неся по 70 кг йерба-мате в мешках из коровьих шкур. Чтобы положить конец длительному отсутствию новообращённых, оставленных «без духовной помощи», иезуиты начали создавать плантации при миссиях. После целого ряда экспериментов, миссионеры выяснили, как выращивать деревья йерба-мате: и с 1704 года иезуиты начали массово — с переменным успехом — создавать сады из деревьев мате. В кадастрах всех миссий в период изгнания иезуитов был такой сад, но не все сады располагались близко к соответствующим пуэбло.
Другой природный стимулятор, табак, играл менее важную роль в жизни миссии, хотя после каждой воскресной мессы гуарани и получали порцию листьев на неделю. Индейцы жевали табак, говоря, что он придавал им сил для работы — особенно в холодную погоду. Немногие индейцы выращивали и собственные табачные растения. Если в миссии было достаточно запаса соли, то гуарани также получали и «солёные рационы». Иезуиты признавали, что гуарани любили соль, но миссии не могли производить её самостоятельно; обычно индейцы питались без соли.

#### Одежда
Индейцы также получили большую часть своей одежды через раздачи из коммунальных запасов; их обычная одежда состояла из хлопчатобумажной рубашки, часто белого цвета, длинных брюк, нижнего белья, хлопкового (или шерстяного) пончо, шляпы и сандалий. Чтобы самостоятельно изготовить одежду, индейцы получали хлопковую ткань два раза в год (для детей) и один раз в год (для взрослых). Каждый мальчик получал не менее 4,5 м хлопчатобумажной ткани; в отдельные дни девушки, мужчины и женщины получали свои отрезы, которые оставляли 7,3 м (для мужчин). Семья обычно производила и 9 м собственной ткани — менее трети от своего потребления. В начале зимы каждый индеец получал и кусок шерстяной ткани (bechara): в периоды своего процветания, миссия выдавала каждому индейцу 4,5 м грубой шерстяной материи, но чаще — около 1,5 м. По словам миссионеров, индейцы были очень чувствительны к холоду.

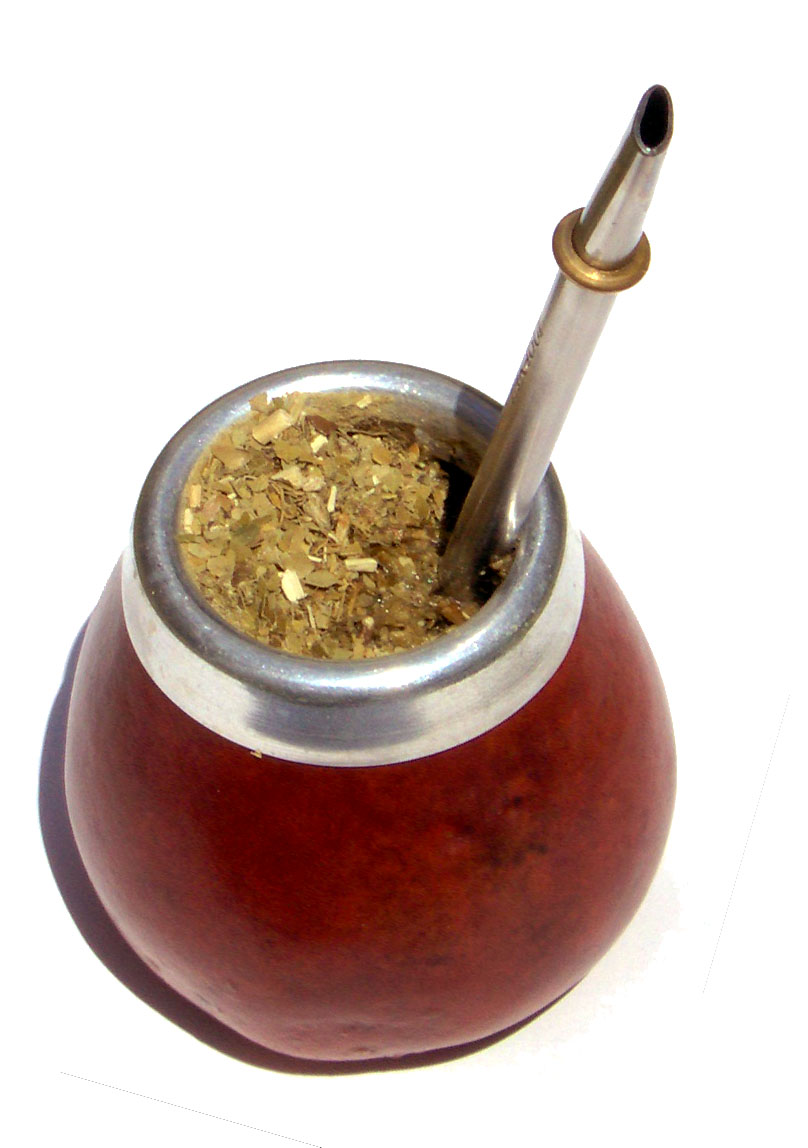
Мате в традиционной посуде

#### Торговля. Мате
Миссии на землях гуарани не существовали в форме автаркии: они активно сотрудничали с другими иезуитами в продвижении своих интересов. При этом, каждая отдельная миссия опиралась на широкую сеть иезуитских поселений в регионе, получая от них кредит и поддержку в случае необходимости — особенно остро такая необходимость возникла в 1730-е годы. «Офисы» в Буэнос-Айресе и Санта-Фе служили одной из важнейших структур для облегчения как взаимопомощи, так и для связей с неиезуитскими учреждениями и частными лицами. Кроме того, миссии должны были получать денежный доход для покрытия своих расходов; среди источников дохода была и «стипендия» для монахов (исп. sínodo) — на еду и одежду — в размере 466 песо 5 реалов на миссию (независимо от ее размера); в общей сложности иезуиты получали 14 000 песо на все три десятка миссий. Орден Иисуса не получил никакой другой прямой финансовой поддержки от королевских властей.
Миссии также покупали инструменты и «предметы роскоши» для индейцев, используя доходы, полученные от торговли: по крайней мере один раз в год каждый гуарани получал нож и топор. Гуарани также получали большие и маленькие иглы и, если возможно, то и другие предметы: включая медальоны, замки, ножницы и бусы. Иезуиты утверждали, что женщины-гуарани ценили бусы «как жемчуг или бриллианты». Закупки огнестрельного оружия для ополченцев, сырья и инструментов для ремесленников, украшений и церковного инвентаря (литургического оборудования) для храма — наряду с праздничной одеждой для религиозных праздников — также являлись часть расходов.
Для генерации денежного дохода в среднем один раз в год каждая миссия отправляла свои товары в городской офис: гуарани на лодках и плотах доставляли грузы по рекам Парана и Уругвай; плоты с соломенной «каютой» на четыре человека имели длину от 48 до 80 футов — и от 6 до 8 футов в ширину. Индейцы обычно путешествовали без сопровождения монаха, хотя миссионеры оставались ответственными за перевозимые товары. Во время обратной поездки шелк, ножи, колокольчики и другие мелкие предметы перевозились в запертых сундуках: по словам Кардиэля, миссионеры это делали, поскольку «индейцы были очень склонны красть эти вещи»; по его мнению, гуарани не знали принципов торговли и не были способны их понять. Таким образом, иезуиты пытались сохранить жёсткий контроль над всеми торговыми операциями. Миссии выигрывали от торговли через Буэнос-Айреса и Санта-Фе: продукция миссий, такая как мате и текстиль, продавалась здесь дороже — а импортные товары продавались в этих городах дешевле — чем в Асунсьоне. Так Кардиэль заявлял, что торговцы в Асунсьоне взимали в четыре раза больше за европейские товары, чем их коллеги в Буэнос-Айресе; транспортные расходы составляют лишь часть от разницы. Так торговые представительства иезуитов покрывали транспортные издержки, взимая с миссий только 25 % от цены в Буэнос-Айресе.

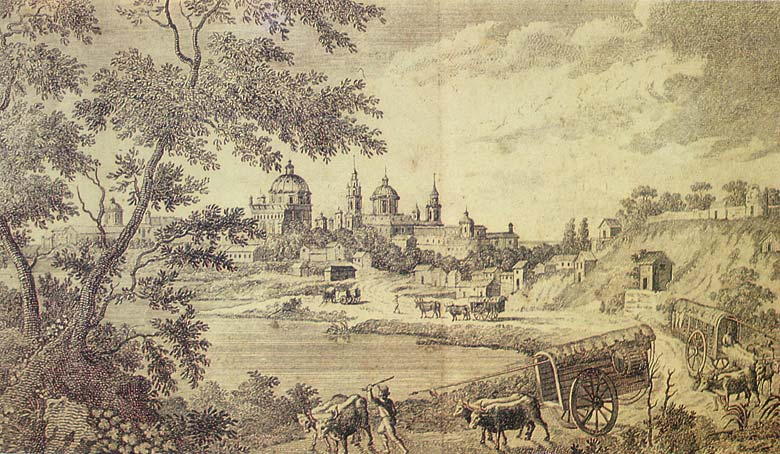
Буэнос-Айрес в конце XVIII века (Ф. де Азара, ок. 1790)

Ежегодные отчеты для офисов в Буэнос-Айреса и Санта-Фе показывали, что в 1731—1745 годах тридцатью миссиями было продано, в среднем, около 1401 тонн мате, 21 600 м ткани и 86 тонн табака. Торговля в таком масштабе делала миссии одними из главных акторов в региональной экономике своего времени. Основываясь на данных за 1731—1745 и 1751—1756 годы, Хуан Карлос Гаравалья подсчитал, что продажи миссий составляли 15—25 % от всего количества мате проданного в регионе (в Санта-Фе и Буэнос-Айресе); миссии также реализовали 60—70 % всего регионально текстиля, 15—30 % табака и 30—60 % сахара. Если общий объем продаж миссий за один год составлял в среднем «впечатляющую сумму» в 69 035 песо — из них 49 321 песо (70 %) от продажи чая — то доход на одного жителя миссии, как правило, составлял менее 1 песо.
В качестве компромисса с местными торговцами в 1664 году власти в Буэнос-Айресе ограничили продажи мате со стороны миссий 1360 тоннами в год. При этом, поскольку цены на чай начали падать, миссии не могли нарастить объёмы продаж. Отчеты иезуитов показывали также продажи целого ассортимента других товаров, включая сам хлопок, мёд и предметы мебели. В середине XVIII века миссия Япейу (Yapeyú), богатая скотом, вышла на новый рынок: в 1745 году местные иезуиты начали продавать значительные количества шкур крупного рогатого скота и вскоре продали через Буэнос-Айрес уже 4344 шкуры.

### Начало конца. Война гуарани
Если в конце XVII века Орден Иисуса являлся силой, с которой вынуждены были считаться практически все политики и религиозные деятели эпохи — поскольку священники-иезуиты были друзьями и влиятельными советниками королей, принцев, аристократов и торговцев — то к середине XVIII столетия ситуация резко изменилась. Уже не находясь в привилегированном положении, монахи-иезуиты были вынуждены бороться за сохранение своего ордена; по мере роста оппозиции к ордену со стороны португальских, французских и испанских аристократов, королевские власти начали изгонять иезуитов со своих территорий. «Антииезуитские» настроения привели к тому, что в 1773 году орден был распущен буллой папы Климента XIV. Миссии гуарани сыграли важную роль в падении иезуитов: события, связанные с иезуитскими миссиями в Южной Америке, обратили множество людей против монахов и послужили полезным инструментом для пропаганды антииезуитских идей. Хотя фактически каждый из трёх указов о высылке монахов в большей мере был связан с имперской политикой и придворными интригами при каждом из европейских королевских дворов (см. конкордат), формальные жалобы на иезуитов почти всегда касались именно действий ордена, связанных с миссиями на землях гуарани.

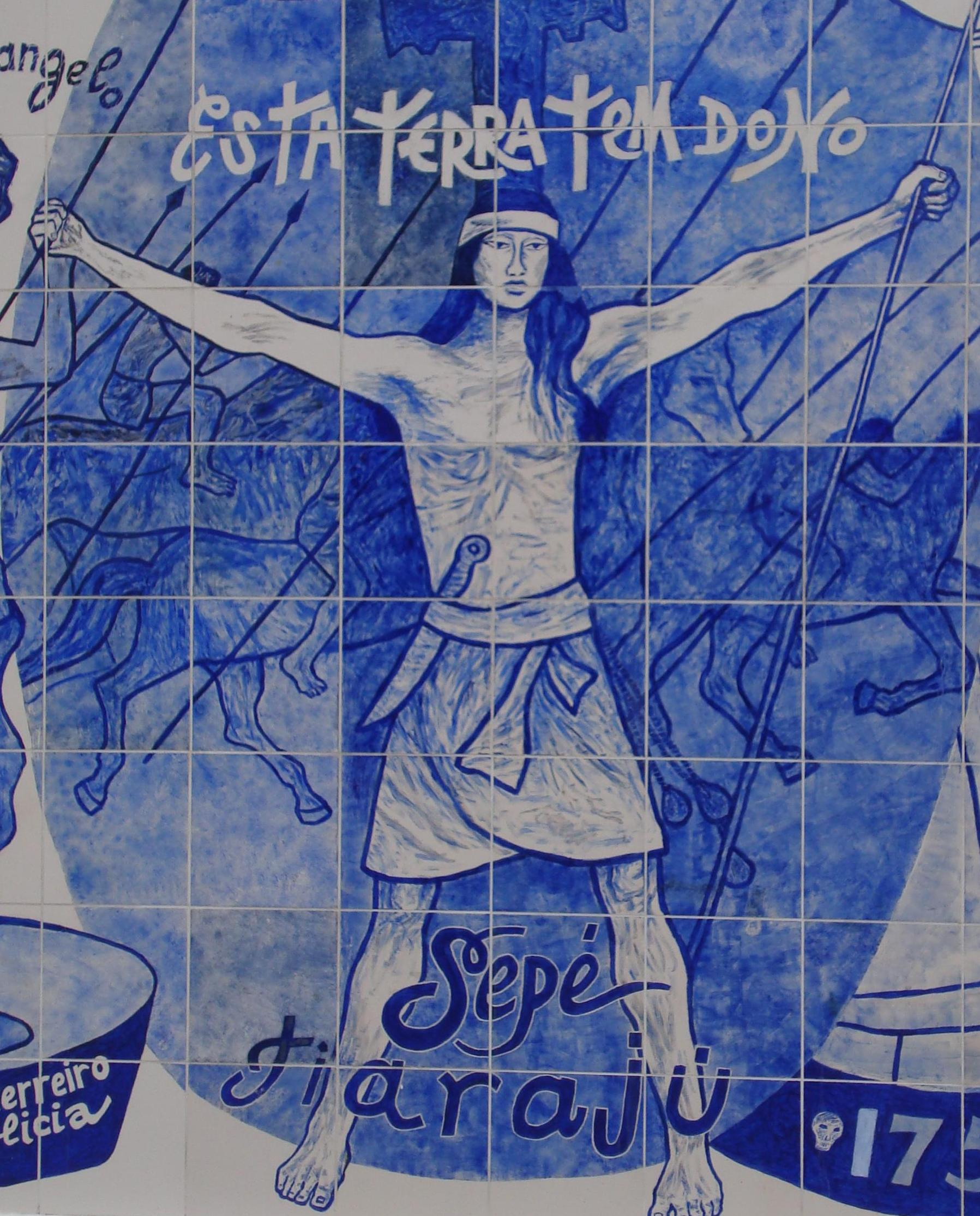
Изображение лидера ополченцев гуарани Sepé Tiaraju (D. Gonçalves, сер. XX века)

#### «Война семи редукций»
Угроза ордену заметно усилилась после того, как испанские и португальские власти подписали в 1750 году Мадридский договор, в соответствии с которым Испания согласилась передать Португалии земли, включающие в себя семь восточных пуэбло гуарани; предполагалось «переместить» миссии на другие земли. Иезуитские усилия, направленные против заключения договора, оказались контрпродуктивны — как и усилия самих гуарани по защите земли, которую они полагали своей. «Война гуарани», начавшаяся между индейцами, выступившими против договора — при незначительной поддержке со стороны ордена — и объединёнными силами испанской и португальской армий, не только не смогла остановить выполнение договора, но и послужила удачным материалом для дальнейшего «культивирования» антииезуитских настроений в Европе.

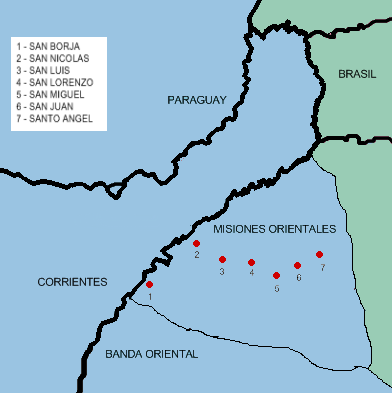
Семь восточных миссий

Мадридский договор и последовавшая за ним война обратили особое внимание на деятельность иезуитов в миссиях гуарани: противники ордена использовали противодействие договору со стороны монахов — и вооруженное сопротивление со стороны гуарани — как примеры «непослушания и предательства короны». Кроме того, многие в те годы утверждали, что сама система управления миссиями — система «государства внутри государства» (англ. state within a state) — противоречила как политическим, так и финансовым интересам испанской короны, которая в те годы двигалась по пути к абсолютизму. Данный дискурс сыграл важную роль в смене общественных настроений (см. «Кандид» Вольтера) — смене, которая в конечном счёте способствовала изгнанию иезуитов в 1767 году со всей испанской территории, включая и миссии на землях гуарани.
Передача земель и война изменили не только отношения между европейскими лидерами и иезуитами — те же события изменили и отношения между монахами и гуаранами. Индейцы восприняли данные события как признак неспособности иезуитских миссионеров успешно лоббировать их интересы перед светскими властями: неспособность монахов внести существенные изменения в условия договора, наряду с игнорированием высокопоставленными иезуитами индейских просьб о поддержке, стали причиной утраты веру в способность ордена выступать защитниками коренного населения региона. Гуарани, понёсшие значительные потери в войне с регулярными армиями, поняли, что иезуиты больше не являются эффективными посредниками между ними и испанской бюрократией. И когда светские власти изгнали монахов из миссий, гуарани не взбунтовались; мало кто из них жаловался на такой исход — во многом потому, что новая администрация обещала вскоре обогатить индейцев.

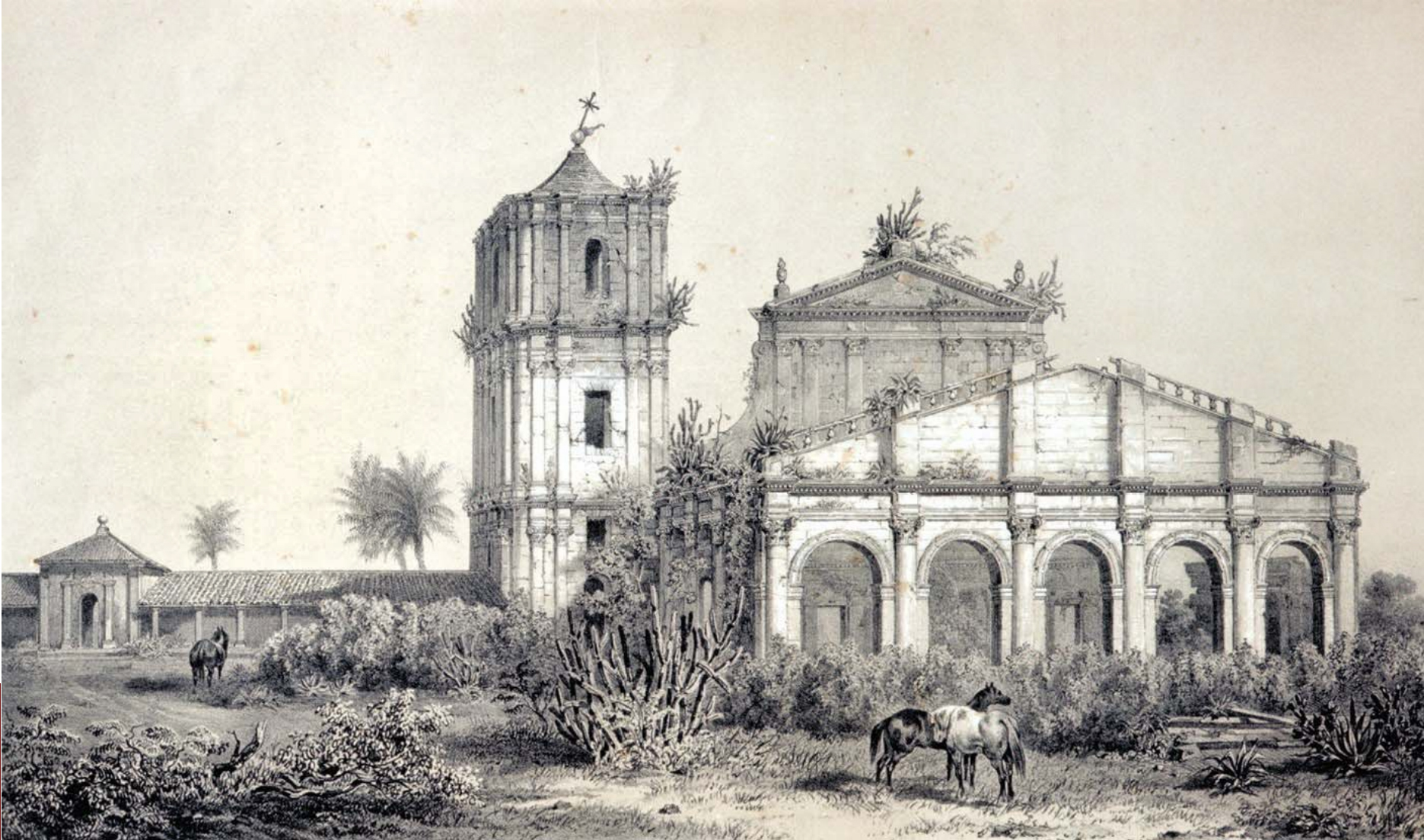
Изображение остатков миссии Св. Михаила в 1846 году (A. Demersay «Histoire physique, économique et politique du Paraguay et des établissements des Jésuites», 1860—1865)

#### Путь к банкротству
Указ об изгнании иезуитов из Испанской империи оказал огромное влияние на всю Америку: более 265 000 индейцев, проживавших в 222 миссиях иезуитов в приграничных районах по всей Испанской Америке, почувствовали на себе последствия данного указа. Удаление иезуитов затронуло и миссии гуарани — но отъезд монахов не привел к немедленному провалу деятельности общин. Однако, миссии встали на путь к банкротству в результате реформ, которые начала проводить новая администрация: реформы как увеличивали роль государства в жизни миссий, так и вводили принципы рыночной экономики в среде индейцев — принципы, набиравшие популярность во второй половине XVIII века как метод стимулирования ремесла и торговли. Европеизация индейцев также входила в планы гражданских чиновников, многие из которых полагали, что иезуиты «задерживали развитие» коренных народов. Даже после банкротства редукций, многие гуарани решили продолжить жить в своих домах и пуэбло, поддерживая ряд миссий в течение последующих тридцати лет.
Если первоначальные исследования финального периода жизни миссий на землях гуарани выдвигали на первый план «безудержную» коррупцию — как причину банкротства общин — то исследователи XXI века полагали, что за несостоятельность в большей мере отвечало простое увеличение числа чиновников, получавших зарплату из доходов миссий. «Неподъёмные» для индейских сообществ накладные расходы — на зарплаты и создание новой торговой сети — не могли быть компенсированы из первоначально возросших — в течение первых 10 лет — доходов от торговли, которой новая администрация уделяла значительно большее внимание, чем её предшественники. В итоге, общины не выдержали перехода к рыночной экономике — и к концу 1780-х годов перестали отправлять свои товары в Буэнос-Айрес. Одновременно, контакт индейцев сразу с тремя разными, малоизвестными им ранее, католическими орденами внёс вклад в разрушение сплочённости индейских общин, разрушив попутно и трудовую дисциплину.

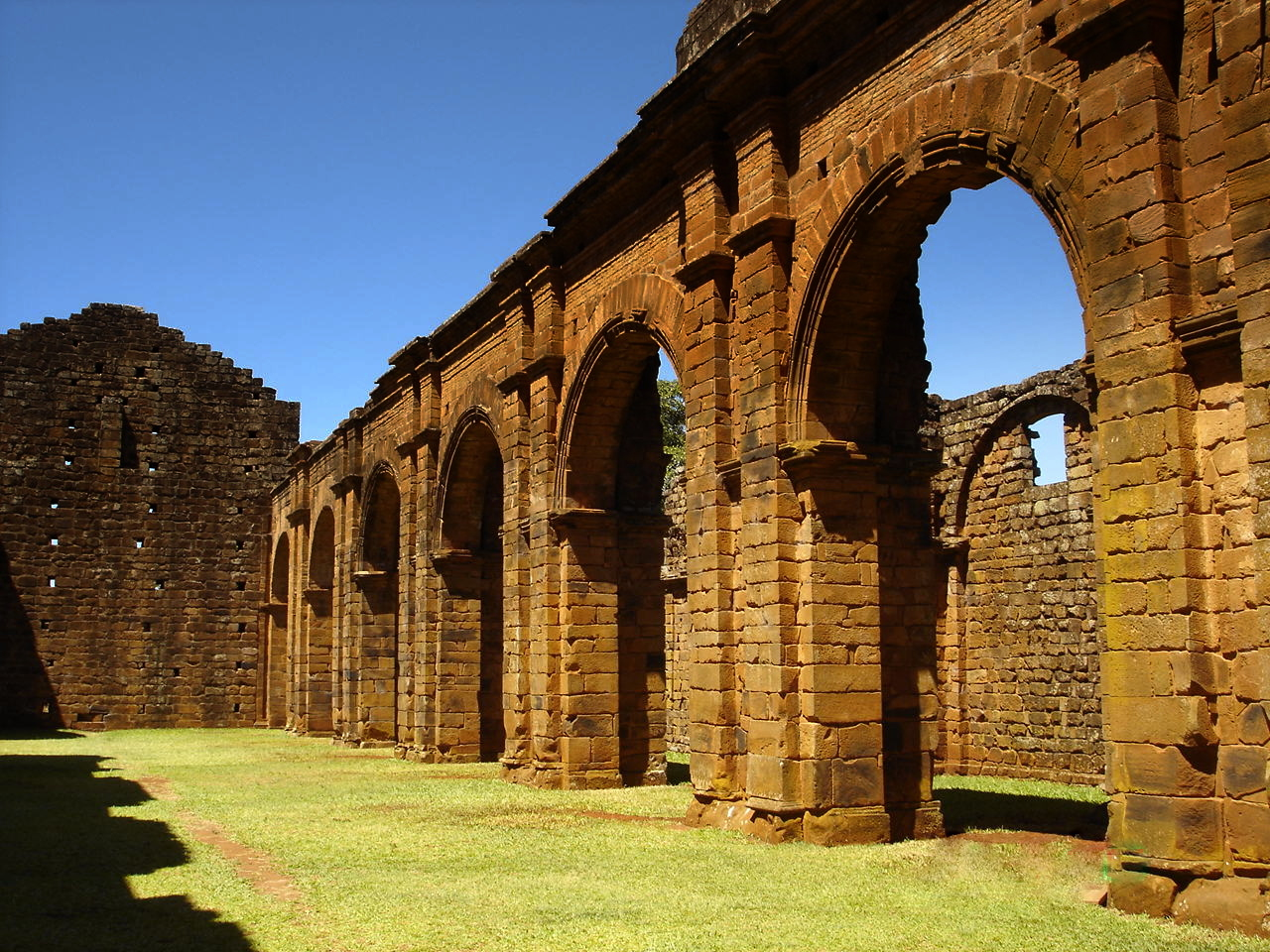
Руины миссии Св. Михаила в 2014 году

## Оценки и влияние
В феврале 2019 года профессор экономики Фелипе Валенсия Кайседо рассмотрел долгосрочные последствия деятельности миссий в рамках теории человеческого капитала: используя архивные записи, он показал, что в районах присутствия иезуитов уровень образования гуарани был (и остаётся) выше на 10—15 % даже 250 лет спустя; доходы местных жителей также были выше на 10 %. Подобного эффекта не наблюдалось у соседних миссий ордена францисканцев. Профессор Валенсия Кайседо предполагал, что иезуитам удалось внести в местные сообщества «структурные преобразования».

### Памятник ЮНЕСКО
В 1983 году заброшенные, по большей части, комплексы пяти иезуитских миссий были внесены в список Всемирного наследия ЮНЕСКО под названием «Иезуитские миссии на землях индейцев гуарани». В список были включены четыре миссии на территории современной Аргентины: Сан-Игнасио-Мини (исп. San Ignacio Mini), Санта-Ана (исп. Santa Ana), Нуэстра-Сеньора-де-Лорето (исп. Nuestra Señora de Loreto) и Санта-Мария-ла-Майор (исп. Santa Maria Mayor) — а также и миссия Сан-Мигел-дас-Мисойнс (порт. São Miguel das Missões) на территории современной Бразилии. Помимо данных пяти миссий, в список ЮНЕСКО входят и другие миссии иезуитской провинции Парагвай, как то Иезуитский квартал и миссии Кордовы в Аргентине, а также — Миссия Ла-Сантисима-Тринидад-де-Парана и Миссия Хесус-де-Таварангуэ в Парагвае, получившие статус в 1993 году.

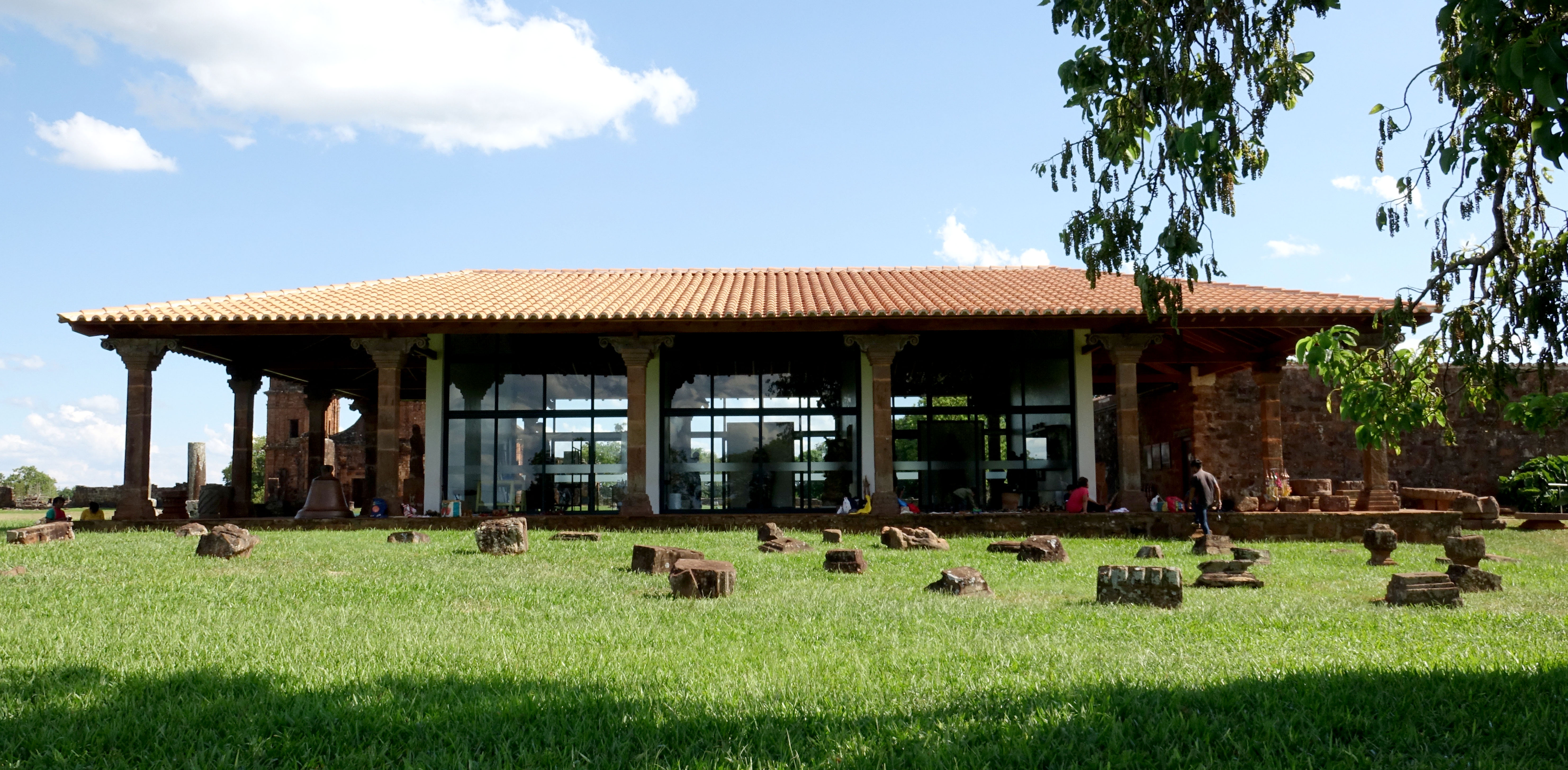
Музей истории миссий гуарани (2019)

Миссии являются неотъемлемой частью кампаний по евангелизации [Южной Америки] и служат важным свидетельством систематической оккупации региона и культурных связей, сложившихся между его коренным населением — главным образом, гуарани — и европейскими миссионерами-иезуитами.— ЮНЕСКО, 1983—1984

## Историография
Многолетнее существование миссий и их важность для истории региона, привели к тому, что по теме сформировалась обширная историография. Исследователям XIX и XX веков, как и современникам миссий, было свойственно формировать резкие мнения либо в поддержку, либо против существования подобных учреждений; аналогичные противоречивые взгляды отчасти продолжили проявляться и в XXI веке. С одной стороны, «сторонники» миссий в своих работах подчеркивали, что иезуиты защищали индейцев от эксплуатации и способствовали сохранению языка гуарани — как и других аспектов культуры коренных народов Южной Америки. С другой стороны, «оппоненты» миссий, включая советских авторов, подчеркивали, что монахи («рясоносцы») лишали индейцев свободы, вынуждали их радикально изменить образ жизни, физически наказывали и подвергали опасности эпидемий: в общем, «держали десятки тысяч человек в полном рабстве». Последние работы не ставили своей целью дать морально-этическую оценку событиям трёхвековой давности, полагая любую подобную оценку упрощённой. Кроме того, они в большей мере фокусировались на жизни миссий после изгнания иезуитов и на деталях истории каждой конкретной редукции.